# David Bowie
David Robert Jones (Londres, 8 de enero de 1947-Nueva York, 10 de enero de 2016), más conocido por su nombre artístico David Bowie, fue un cantautor, actor, multiinstrumentista, productor y diseñador británico. Figura importante de la música popular durante casi cinco décadas, Bowie es considerado un innovador, en particular por sus trabajos de la década de 1970 y por su peculiar voz, además de la profundidad intelectual de su obra.
Nacido en Brixton, en el sur de Londres, Bowie mostró gran interés por la música en su niñez, estudiando arte, música y diseño antes de embarcarse en su carrera profesional como músico en 1963. A pesar de haber lanzado un álbum (David Bowie) y varios sencillos, Bowie consiguió notoriedad en julio de 1969, cuando su sencillo «Space Oddity» llegó al top 5 de la lista británica de sencillos. Después de tres años con una etapa de experimentación, resurgió en 1972, en plena era del glam rock, con su extravagante y andrógino alter ego Ziggy Stardust, gracias a su exitoso sencillo «Starman» y el disco The Rise and Fall of Ziggy Stardust and the Spiders from Mars. David Buckley, su biógrafo, describe el impacto de Bowie de esa época diciendo que «retó al núcleo de la música rock de la época» y «creó, posiblemente, el personaje más importante de la cultura popular». La corta vida de Ziggy probó ser solo una faceta de una carrera marcada por continuas reinvenciones, innovaciones musicales y presentaciones visuales de todo tipo.
Bowie consiguió, en 1975, su primer éxito número uno en los Estados Unidos, gracias a su exitoso sencillo «Fame», coescrito con John Lennon y a su disco Young Americans, del cual dijo él mismo que era el disco definitivo del plastic soul (término acuñado por un músico de raza negra para describir a un artista blanco interpretando música soul). El sonido significó un cambio radical del estilo que le había hecho famoso en el Reino Unido, aun así el álbum Young Americans llegó al número 1 en las listas de Melody Maker y ese año consiguió otro número 1 con el relanzamiento de Space Oddity, llegó a la posición más alta en las tres listas principales del Reino Unido, su segundo sencillo fue número 1 en Melody Maker y NME, tras The Jean Genie, y ese año logró su segundo sencillo número 1 en Nueva Zelanda con «Young Americans», tras el rotundo éxito de «Sorrow». Después de esto, confundió tanto a su discográfica como a sus seguidores estadounidenses con el disco minimalista Low (1977), la primera de tres colaboraciones con Brian Eno. Todos estos álbumes, conocidos como la «Trilogía de Berlín», entraron en el top 5 británico, además de recibir elogios de la crítica.
Después de dispares éxitos comerciales a finales de la década de 1970, consiguió números uno en el Reino Unido con el sencillo «Ashes to Ashes» y su correspondiente álbum, Scary Monsters (and Super Creeps). Colaboró con Queen en el número uno de las listas de venta «Under Pressure» para, poco después, volver a conseguir un éxito comercial con su disco de 1983 Let's Dance, del que se extrajeron los exitosos sencillos «Let's Dance», «China Girl» y «Modern Love». A lo largo de las décadas de 1990 y 2000, Bowie siguió experimentando con distintos estilos musicales, incluyendo blue-eyed soul, industrial, adult contemporary, jungle y R&B. No salió de gira desde su gira musical entre 2003 y 2004 A Reality Tour y no se presentó en vivo desde 2006. Su más reciente disco Blackstar salió al mercado el 8 de enero de 2016, dos días antes de fallecer.
Buckley dice de Bowie: «Su influencia fue única en la cultura popular, ha permeado y cambiado más vidas que ninguna otra figura pública». En la encuesta de 2002 de la cadena televisiva BBC de los 100 británicos más importantes, se colocó en el puesto número 29. Ha vendido cerca de 136 millones de discos. Ha recibido nueve discos de platino, once de oro y ocho de plata en el Reino Unido y cinco de platino y siete de oro en los Estados Unidos. En 2004, la revista Rolling Stone le posicionó en el puesto 39 entre los cien artistas más importantes de todos los tiempos, y en 23 de los mejores cantantes.

## Biografía

### 1947-1962: primeros años
David nació como David Robert Jones en Brixton, Londres, el 8 de enero de 1947. Su madre, Margaret Mary «Peggy» (apellido de soltera Burns), de ascendencia irlandesa, trabajaba como acomodadora de cine, mientras que su padre, Haywood Stenton «John» Jones, era un dirigente de publicidad de la ONG Barnardo's. Vivían en el 40 de Stansfield Road, situado cerca de los barrios del sur de Londres de Brixton y Stockwell. Bowie asistió al Stockwell Infants School hasta los seis años de edad, donde se ganó una reputación de niño superdotado y decidido, además de rebelde y peleador.
En 1953, la familia se mudó a otro barrio cercano, Bromley, donde dos años después Bowie inició clases en el Burnt Ash Junior School. Consideraron su voz «adecuada» para el coro de la escuela y su manera de tocar la flauta se consideró por encima de lo normal en cuanto a habilidades musicales. A los nueve años, su forma de bailar resultaba muy imaginativa: los profesores dijeron de sus interpretaciones que eran «vistosamente artísticas» y que su porte era «sorprendente» para un niño de su edad. Ese año, su interés en la música se vio reforzado cuando su padre trajo a casa una colección de discos de vinilo de 45 RPM de artistas como Frankie Lymon, The Platters, Fats Domino, Elvis Presley y Little Richard. Sobre el momento en que escuchó la canción «Tutti Frutti», Bowie dijo después que «había escuchado a Dios». El impacto que Presley produjo en el niño fue grande: «Vi a una de mis primas bailar al ritmo de [...] "Hound Dog" y nunca la había visto levantarse y moverse tanto por nada. Me impresionó el poder de la música. Justo después de eso comencé a adquirir discos». Para finales del siguiente año había comenzado a tocar el ukelele y el bajo tea-chest (fabricado con una sola cuerda y una de las cajas utilizadas para transportar té) y comenzó a participar en sesiones de skiffle con algunos amigos y, además, a tocar el piano; mientras tanto, sus actuaciones imitando a Presley y Chuck Berry, que hacía como tributo a los artistas, para su grupo de boy scouts fueron descritas como «fascinantes [...] como de otro planeta». Al suspender el examen final de primaria en el colegio Burnt Ash Junior, Bowie se cambió al Ravens Wood School. Según el biógrafo Christopher Sandford, esta era una escuela un tanto inusual:

A pesar de su prestigio era, en la época en que llegó David en 1958, tan rica en rituales arcanos como cualquier otra escuela pública británica. Tenía casas con nombres de hombres de estado del s. XVIII como Pitt y Wilberforce. Usaban uniforme y poseían un elaborado sistema de premios y castigos. Ponían gran énfasis en los idiomas, la ciencia y el diseño, por lo que florecía una atmósfera universitaria bajo la tutoría de Owen Frampton. Según David, Frampton priorizaba la personalidad por encima del intelecto; sus compañeros de Bromley Tech no eran famosos por ninguna de las dos e incitaban a los alumnos más talentosos a encaminarse a las artes. Era un sistema tan liberal que Frampton animó a su propio hijo, Peter, que buscase iniciar una carrera musical con David, una asociación intacta treinta años después.

Bowie estudió arte, música y diseño, como así también trazado y composición tipográfica. Después de que Terry Burns, su hermanastro, le introdujese en el mundo del jazz moderno, su entusiasmo por artistas como Charles Mingus y John Coltrane llevaron a su madre a regalarle un saxofón alto de plástico en 1961; poco después comenzó a recibir clases de un músico local. En 1962 tuvo un incidente en el colegio cuando su amigo George Underwood, que tenía puesto un anillo en el dedo, le propinó un puñetazo en el ojo izquierdo durante una pelea por una chica. Los médicos temieron que fuese a perder la vista en ese ojo, por lo que tuvo que ausentarse del colegio mientras le hacían una serie de operaciones durante una hospitalización de cuatro meses. El daño no se pudo enmendar del todo, dejándolo con una percepción de la profundidad defectuosa y una pupila dilatada permanente (por lo que parece que tiene ojos de distinto color, aunque los dos iris tienen el mismo tono). A pesar de sus rencillas, Underwood y Bowie siguieron siendo buenos amigos, e incluso Underwood llegó a diseñar las portadas de los primeros discos de Bowie.

### 1962-1968: de The Kon-rads a The Riot Squad
Cuando pasó de su saxo de plástico a un instrumento real en 1962, Bowie formó su primera banda a los quince años. Kon-rads, con una formación que variaba desde cuatro hasta ocho miembros, entre ellos Underwood; tocaba rock and roll basado en la guitarra, en reuniones de jóvenes y bodas. Cuando Bowie abandonó la escuela al año siguiente, le comentó a sus padres su intención de convertirse en una estrella del pop. Sin embargo, su madre le consiguió pronto un empleo como ayudante de electricista. Frustrado por las pocas aspiraciones de sus colegas de la banda, Bowie dejó Kon-rads para formar una nueva banda: King Bees. Escribió una carta al nuevo empresario de éxito John Bloom para pedirle: «Haz por nosotros lo mismo que ha hecho Brian Epstein para The Beatles, y de paso haz un millón más». Bloom no respondió a la oferta, pero lo derivó al socio de Dick James, Leslie Conn, quien de esta manera se convirtió en el primer mánager de Bowie.

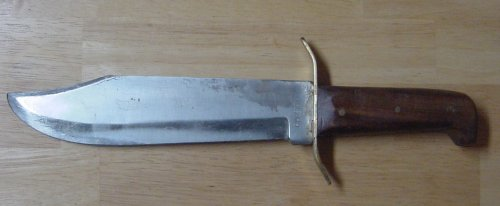
Bowie adoptó su nombre artístico en honor a Jim Bowie, creador del cuchillo Bowie.

Conn comenzó de inmediato a promocionar a Bowie. El sencillo debut del artista, «Liza Jane», acreditado a Davie Jones and the King Bees, no tuvo ningún éxito comercial. Insatisfecho con The King Bees y su repertorio de blues tipo Howlin' Wolf y Willie Dixon, Bowie abandonó la banda menos de un mes después para unirse a The Manish Boys, otro grupo de blues, que incorporaban soul y folk: «Solía soñar con ser su Mick Jagger», recuerda Bowie. «I Pity the Fool» no tuvo más éxito que «Liza Jane» y Bowie tardó poco en moverse nuevamente y unirse a Lower Third, un trío de blues muy influenciado por The Who. «You've Got a Habit of Leaving» no tuvo mejor recepción y significó el final del contrato con Conn. Declaró que iba a abandonar el mundo del pop «para estudiar mímica en el teatro Sadler's Wells», pero, sin embargo, continuó un tiempo con Lower Third. Su nuevo mánager, Ralph Horton, culpable en parte de su posterior traslado a artista en solitario, vio un nuevo cambio de banda de Bowie, en esta ocasión a The Buzz, con quienes lanzó un nuevo sencillo poco exitoso llamado «Do Anything You Say». Mientras tocaba con The Buzz, Bowie también se unió a The Riot Squad; sus grabaciones, que incluían una canción de Bowie y diverso material de The Velvet Underground, nunca vieron la luz. Desde aquí, Ken Pitt, que presentó a Bowie por Horton, tomó las riendas de la carrera como mánager.

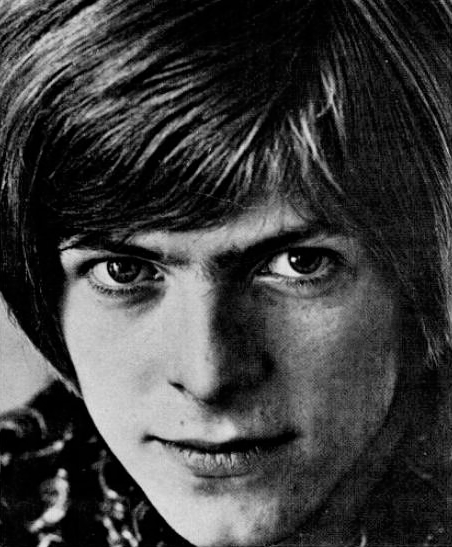
Bowie en 1967

Insatisfecho con el nombre artístico de Davy (y Davie) Jones, que a mediados de la década de 1960 invitaba a confusión con Davy Jones de The Monkees, Bowie decidió cambiar su nombre y escogió Bowie en honor a Jim Bowie y el cuchillo que popularizó. Su sencillo en solitario de abril de 1967, «The Laughing Gnome», en el que utilizó una técnica de acelerar las grabaciones vocales al estilo de The Chipmunks, tampoco entró en las listas de venta. Seis meses después lanzó su álbum debut David Bowie, una amalgama de pop, rock psicodélico y music hall. Tuvo el mismo resultado, por lo que significó su último lanzamiento en dos años.
La fascinación de Bowie por lo bizarro se acrecentó cuando conoció al bailarín Lindsay Kemp: «Vivía de emociones, fue una maravillosa influencia. Su vida diaria fue lo más teatral que he visto jamás. Era todo lo que yo podía imaginar que significaba ser bohemio. Me uní al circo». Kemp, por su parte, recuerda: «No le enseñé realmente a ser un artista del mimo, sino a exteriorizarse más a sí mismo, [...] Yo le permití liberar su ángel y demonio interiores». Estudiando arte dramático con Kemp, desde teatro avant-garde y mímica hasta comedia del arte, Bowie se sumergió en la creación de personajes que poder mostrarle al mundo. Satirizando la vida en una prisión británica, Bowie compuso «Over the Wall We Go», canción que se convirtió en un sencillo de 1967 interpretado por Oscar; al año siguiente, otra composición de Bowie, «Silly Boy Blue», fue lanzada por Billy Fury. Después de que Kemp asignase a Bowie con Hermione Farthingale para un minué poético, la pareja comenzó a salir; poco después se mudaron juntos a un apartamento de Londres. Formaron una banda juntos, donde ella tocaba la guitarra acústica y John Hutchinson, el bajo; entre septiembre de 1968 y comienzos de 1969, cuando Bowie y Farthingale rompieron, el trío hizo unos pocos conciertos en los que combinaban folk, merseybeat, poesía y mímica.

### 1969-1974: del folk psicodélico alglam rock

#### DeSpace OddityaHunky Dory
Debido a su poco éxito comercial, Bowie se vio forzado a intentar ganarse la vida de otras maneras. Apareció en un comercial de helados Lyons Maid, pero fue rechazado en un casting de Kit Kat. Con la intención de promocionar al cantante, se hizo una película de treinta minutos de duración con actuaciones de su repertorio, llamada Love You till Tuesday. A pesar de que no salió a la venta hasta 1984, las sesiones de grabación se hicieron en enero de 1969 y significaron un inesperado giro en la carrera del artista cuando Bowie le comentó a los productores: «Tengo una nueva canción para esa película vuestra». Poco después produjo un demo de lo que supondría su primer gran éxito, «Space Oddity», que se lanzó un año después y coincidió con la llegada del hombre a la Luna. Bowie rompió relaciones con Farthingale poco después de completar la película y se mudó con Mary Finnigan como su inquilino. Continuando con la divergencia del rock and roll y blues adquirida desde sus trabajos con Farthingale, unió fuerzas con Finnigan, Christina Ostrom y Barrie Jackson para dirigir un club de folk los domingos por la noche en el pub The Three Tuns de High Street, Beckenham, Londres. Este pronto se convirtió en el Beckenham Arts Lab y se hizo muy popular. The Arts Lab organizó un festival gratuito en un parque local, hecho inmortalizado en la posterior canción de Bowie «Memory of a Free Festival». «Space Oddity» se lanzó el 11 de julio, cinco días antes del lanzamiento del Apolo 11, y entró rápidamente en el Top 5 del Reino Unido. El segundo disco de Bowie, Space Oddity, le siguió en noviembre; primeramente se lanzó en el Reino Unido bajo el título David Bowie, pero causó confusión con su predecesor y homólogo, por lo que en el lanzamiento estadounidense se le cambió el nombre a Man of Words/Man of Music. El álbum repleto de letras post-hippies sobre la paz, el amor y la moralidad y con música folk rock apoyado en canciones de rock más duro, no fue un éxito en el momento de su lanzamiento.
Bowie conoció a Angela Barnett en abril de 1969 y se casó con ella al año siguiente. Este hecho tuvo gran impacto sobre él e influyó sobre todo en su carrera, lo que minimizó la influencia de Pitt. Ya que se había establecido como artista en solitario gracias a «Space Oddity», Bowie comenzó a sentir una carencia: «Una banda completa y gente con la que grabar con quien pudiese relacionarse personalmente». Su punto débil se recalcó debido a su rivalidad artística con Marc Bolan, quien en ese momento era su guitarrista de sesión. Formó una banda con John Cambridge, un batería al quien había conocido en el Arts Lab, Tony Visconti como bajista y Mick Ronson como guitarrista. Después de un breve y desastroso comienzo como The Hype, el grupo volvió a la configuración original en la que se presentaba a Bowie como artista en solitario. Su primer trabajo de estudio se estropeó debido a las diferencias entre Bowie y Cambridge sobre el estilo de batería de este último; las cosas se terminaron cuando Bowie, muy enfadado, acusó a este de estar «jodiendo su álbum». Debido a esto, Mick Woodmansey reemplazó poco después a Cambridge. Poco después, Bowie despidió a su mánager y lo sustituyó por Tony Defries. Esto condujo a un largo litigio, cuya consecuencia fue que Bowie debió pagarle a Pitt una indemnización.

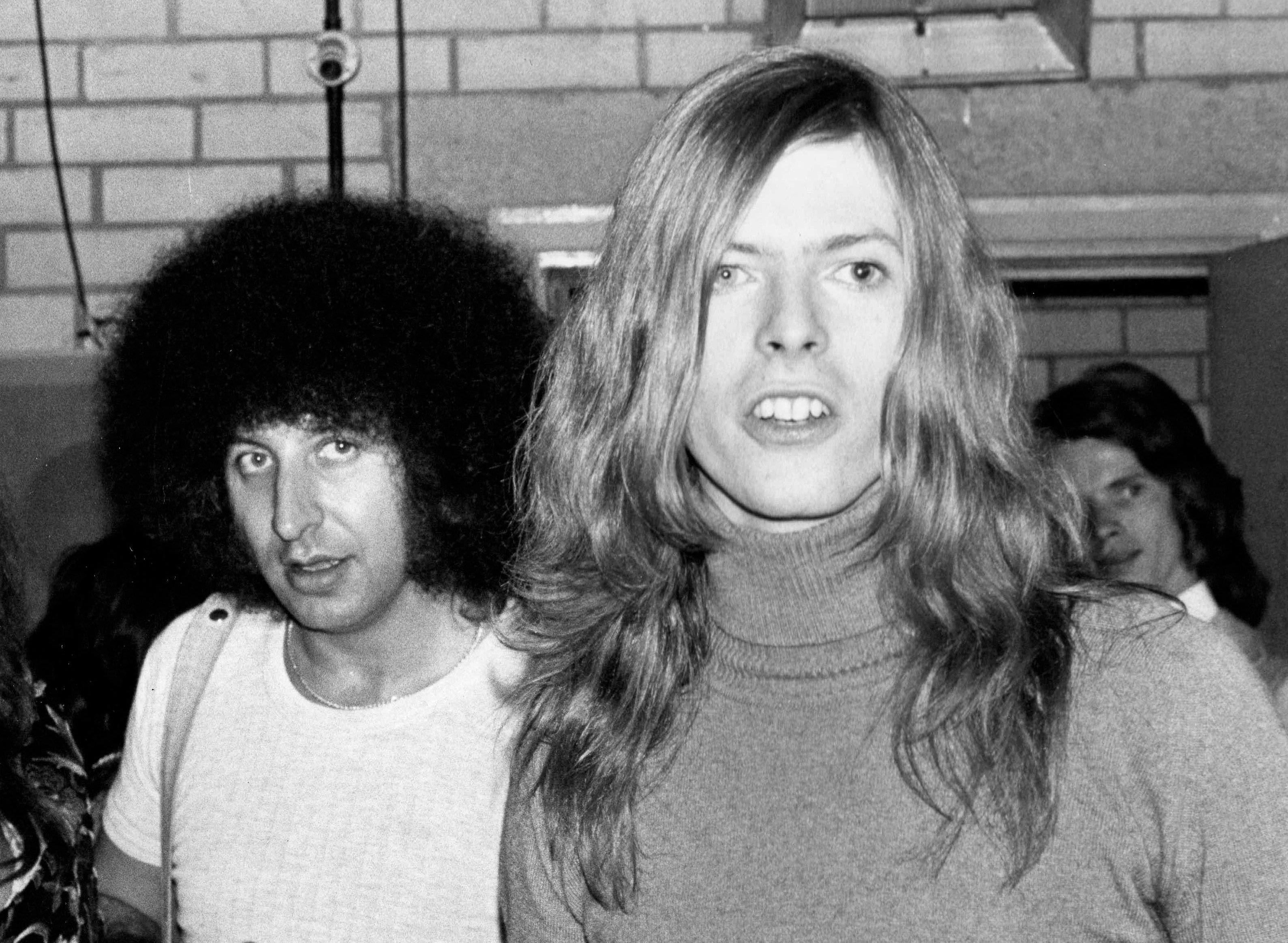
Bowie y Tony Defries en 1971.

Las sesiones de estudio continuaron y dieron como fruto el tercer álbum del cantante, The Man Who Sold the World, de 1970. Caracterizado por su sonido de hard rock proveniente de su nueva banda de soporte, fue un cambio radical del rock acústico y de folk de Space Oddity. Para promocionar el disco en los Estados Unidos, Mercury Records financió una gira de entrevistas de costa a costa en la que Bowie, entre enero y febrero de 1971, concedió entrevistas a los medios y a las emisoras de radio. Para aprovechar su aspecto andrógino, la portada original de la versión británica mostraba al cantante ataviado con un vestido; Bowie llevó la prenda en la serie de entrevistas que hizo, cosa que agradó a los críticos. John Mendelsohn, de Rolling Stone, le describió como «deslumbrante, casi una desconcertante reminiscencia de Lauren Bacall». En la calle también provocó todo tipo de reacciones, desde la risa hasta el ejemplo de un peatón que le sacó un arma y le dijo: «Bésame el culo». Durante esta gira de entrevistas, Bowie se fijó en dos influyentes artistas estadounidenses proto-punk que le dieron la idea de lo que después sería el personaje de Ziggy Stardust: una mezcla entre Iggy Pop y la música de Lou Reed, lo que dio como resultado «el supremo ídolo del pop». Una de sus antiguas novias le recordó «garabateando en una servilleta sobre una alocada estrella del rock llamada Iggy o Ziggy», y que a su vuelta a Inglaterra declaró su intención de crear un personaje «que pareciese que acabase de aterrizar de Marte».
Para Hunky Dory, álbum de 1971, Visconti, productor y bajista de Bowie, fue sustituido en ambos roles por Ken Scott y Trevor Bolder. Significó el regreso parcial del cantante de pop apenas loco de «Space Oddity» en «Kooks», canción compuesta para su hijo, Duncan Zowie Haywood Jones, nacido el 30 de mayo. En otras partes, el disco exploró temáticas más serias y contiene inusuales tributos a sus influencias con canciones como «Song for Bob Dylan», «Andy Warhol» y «Queen Bitch», una imitación de Velvet Underground. No tuvo mucho éxito en su primer lanzamiento, aunque ganó reconocimiento rápidamente con el relanzamiento a finales de 1972, y en 1973 terminó alcanzado el tercer puesto en la lista de éxitos británica.

#### Ziggy Stardust

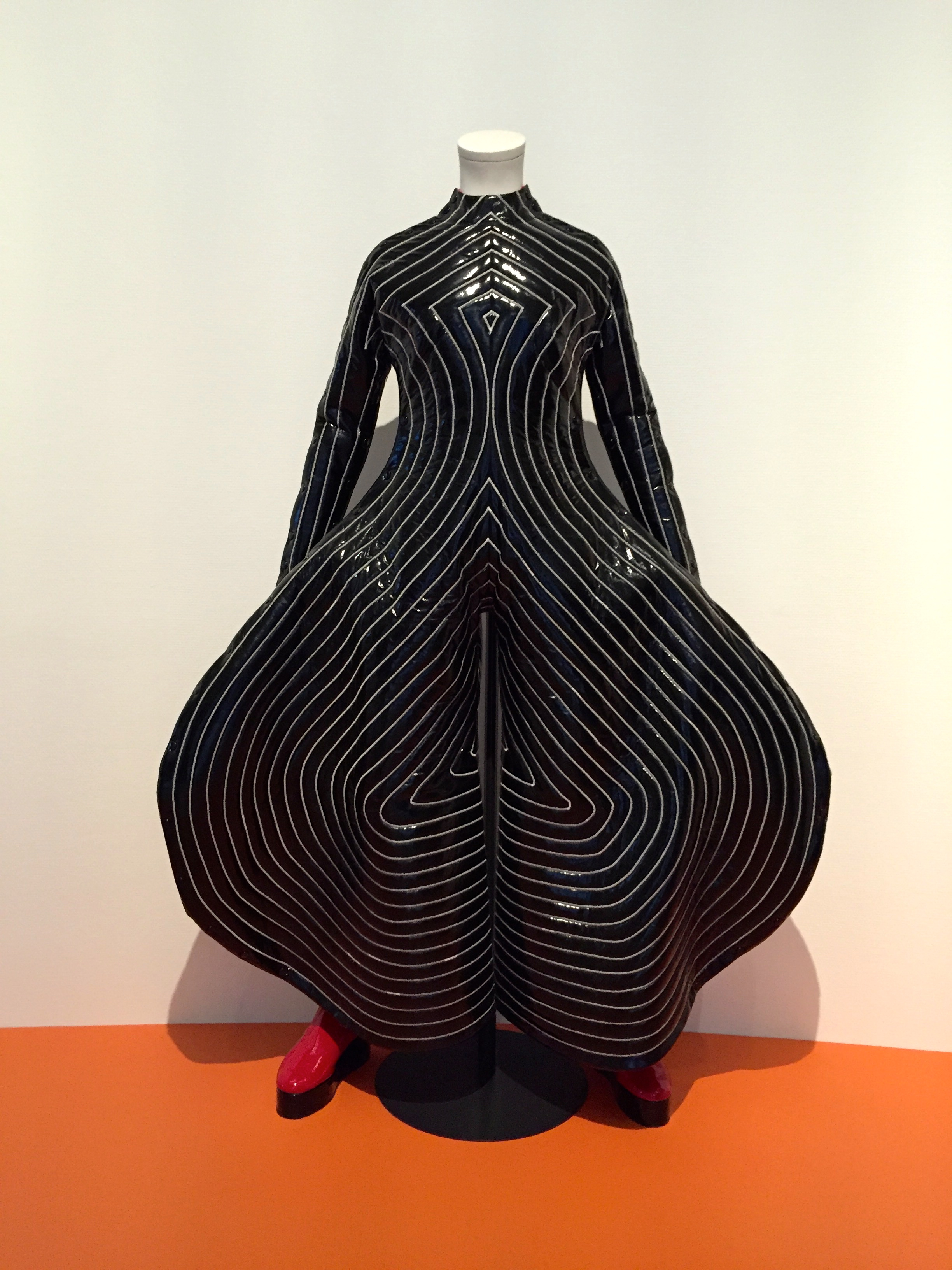
Traje diseñado por Kansai Yamamoto para la gira Ziggy Stardust de David Bowie (1972)

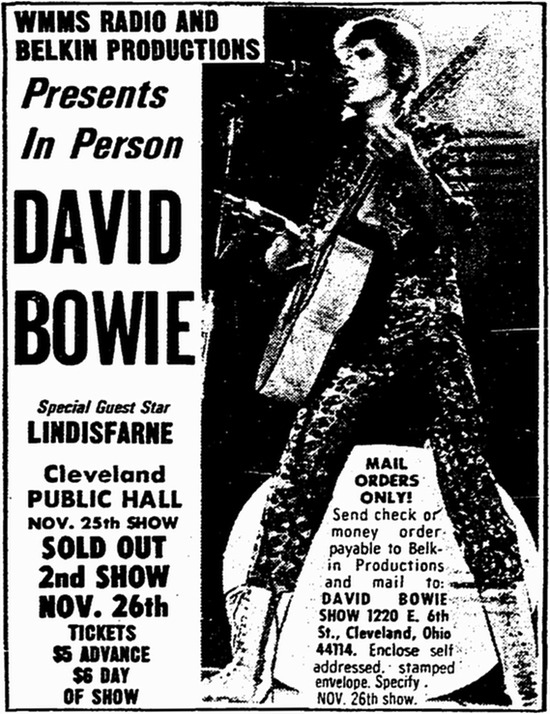
Cartel publicitario de Ziggy Stardust, 1972.

Con su siguiente empresa, Bowie, en palabras de su biógrafo David Buckley, «desafió el núcleo de lo que se suponía que era la música rock de la época» y «creó, posiblemente, el culto más grande de la cultura popular». Vestido con un llamativo traje y el cabello teñido de rojo, Bowie puso en marcha su espectáculo como Ziggy Stardust junto a The Spiders from Mars (Ronson, Bolder y Woodmansey) en un pub llamado Toby Jug en Tolworth el 10 de febrero de 1972. El espectáculo fue muy popular: le catapultó al estrellato durante su gira por el Reino Unido en los siguientes meses y creó, como describió Buckley, un «culto a Bowie» que era «único; su influencia duró más y ha sido más creativo que, quizá, ningún otro ente dentro del pop».
The Rise and Fall of Ziggy Stardust and the Spiders from Mars se lanzó en junio de 1972 y combina elementos de hard rock de The Man Who Sold the World y el rock/pop experimental de Hunky Dory. «Starman» salió a la venta como sencillo en abril y fue la primera piedra del lanzamiento al estrellato de Bowie en el Reino Unido: tanto el sencillo como el disco entraron pronto en las listas de venta después de su actuación en julio en el programa musical Top of the Pops. El álbum, que permaneció dos años en las listas de venta, pronto coincidió con Hunky Dory (seis meses anterior), que se vio arrastrado por el éxito de The Rise and Fall of Ziggy Stardust and the Spiders from Mars. En el mismo momento, los sencillos «John, I’m Only Dancing» y «All the Young Dudes» (que no fueron extraídos de sus discos), este último compuesto para la banda Mott the Hoople, se convirtieron en éxitos. La gira Ziggy Stardust Tour continuó hacia los Estados Unidos.
Bowie contribuyó con su voz (coros) en el disco que consolidó a Lou Reed en 1972, Transformer, y coprodujo el disco junto a Ronson. Su disco de 1973, Aladdin Sane, llegó al primer puesto de las listas británicas, siendo el primero en conseguirlo. Bowie describió el disco como «Ziggy va a América» y contiene canciones compuestas mientras viajaba por los Estados Unidos en la primera parte de la gira de Ziggy, que después siguió en Japón para promocionar el disco. Aladdin Sane engendró dos sencillos Top 5: «The Jean Genie» y «Drive-In Saturday».
El amor de Bowie por la actuación le llevó a meterse por completo en los personajes que creaba para su música. «Fuera del escenario soy un robot. En el escenario consigo emocionarme. Eso probablemente explica por qué prefiero disfrazarme de Ziggy a ser David». A pesar de todos estos éxitos, su vida personal encontró varias dificultades: al interpretar el mismo papel durante largos períodos de tiempo, hizo que fuese imposible para él separar Ziggy Stardust, y después, The Thin White Duke, de su propia persona. Bowie llegó a decir que Ziggy «no me dejó tranquilo durante años. Aquí fue cuando todo comenzó a agriarse... Toda mi persona se vio afectada. Se convirtió en algo peligroso. Realmente tuve dudas sobre mi cordura».
Sus actuaciones finales como Ziggy, que incluían canciones de Ziggy Stardust y Aladdin Sane, eran ultra teatrales y repletas de momentos escandalosos en el escenario, tales como desnudarse hasta quedar con un taparrabos de luchador de sumo o simular sexo oral con la guitarra de Ronson. Bowie siguió de gira y dio conferencias de prensa como Ziggy antes de un abrupto y dramático «retiro» en el Hammersmith Odeon de Londres el 3 de julio de 1973. Aparecen imágenes de este concierto en la película de 1983 Ziggy Stardust and the Spiders from Mars.
Después de la separación de Spiders from Mars, Bowie intentó seguir, alejándose del personaje de Ziggy. Su catálogo musical ya era bastante demandado: The Man Who Sold the World se relanzó en 1972 junto con Space Oddity. «Life on Mars?», de Hunky Dory, se lanzó en junio de 1973 y llegó al puesto número tres de la lista británica de sencillos. «The Laughing Gnome» entró en la misma lista en septiembre, alzándose hasta el puesto número cuatro.
En octubre salió a la venta Pin Ups, una colección de versiones de sus canciones favoritas de los años 1960 que se posicionó en el puesto número uno de la lista británica de álbumes. Del disco se extrajo el sencillo «Sorrow» que llegó al puesto número tres, haciendo de Bowie el artista con mayores ventas en el Reino Unido de 1973, llegó a tener seis de sus discos en la lista de ventas al mismo tiempo.
El 13 de febrero de 1974, en el programa neerlandés Top Pop interpretaría el sencillo «Rebel Rebel», de su siguiente álbum Diamond Dogs.

### 1974-1976:soul,funky The Thin White Duke

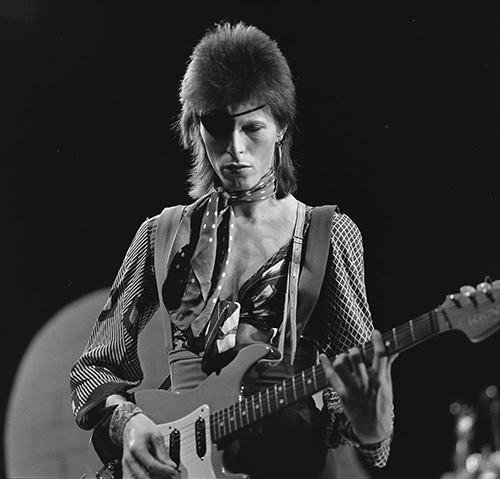
Bowie en Top Pop, 1974

Bowie se trasladó a los Estados Unidos en 1974, donde se instaló en Nueva York para después mudarse a Los Ángeles. Diamond Dogs, de 1974, dividido entre el soul y el funk, es el producto de dos ideas distintas: un musical basado en un salvaje futuro en una ciudad postapocalíptica, mezclado con la idea de ponerle música a la obra de George Orwell 1984. El disco llegó al puesto número uno en el Reino Unido y al puesto número cinco en los Estados Unidos. Se extrajeron dos sencillos: «Rebel Rebel» y «Diamond Dogs». Para promocionar el disco, Bowie comenzó la gira Diamond Dogs Tour, visitando ciudades de Estados Unidos entre junio y diciembre de 1974. La coreografía de la gira corrió a cargo de Toni Basil con efectos especiales muy teatrales. Alan Yentob filmó un documental de alto presupuesto, dando como resultado Cracked Actor, en el que se puede ver a un Bowie escuálido y pálido: la gira coincidió con su paso de consumidor de cocaína a una verdadera adicción, cosa que dio como resultado que estuviese débil, paranoico y emocionalmente inestable. Después comentó que el álbum en directo que lo acompañó, David Live, debió de titularse «David Bowie Is Alive and Well and Living Only In Theory» (En teoría David Bowie está vivo y bien y viviendo). A pesar de todo, David Live solidificó el estatus de Bowie como superestrella, llegando al puesto número dos en el Reino Unido y al número ocho en los Estados Unidos. Además, su versión del éxito de Eddie Floyd, «Knock on Wood», entró en el Top 10 británico. Después de un descanso en Filadelfia, donde Bowie grabó nuevo material, la gira siguió con un nuevo enfoque hacia el soul.

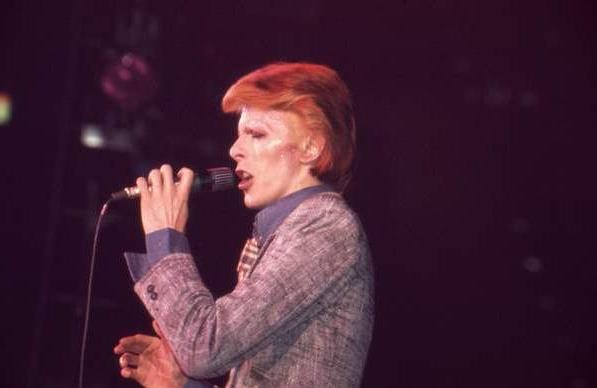
Bowie en una actuación el 11 de noviembre de 1974 en Washington D. C., durante su gira de Diamond Dogs.

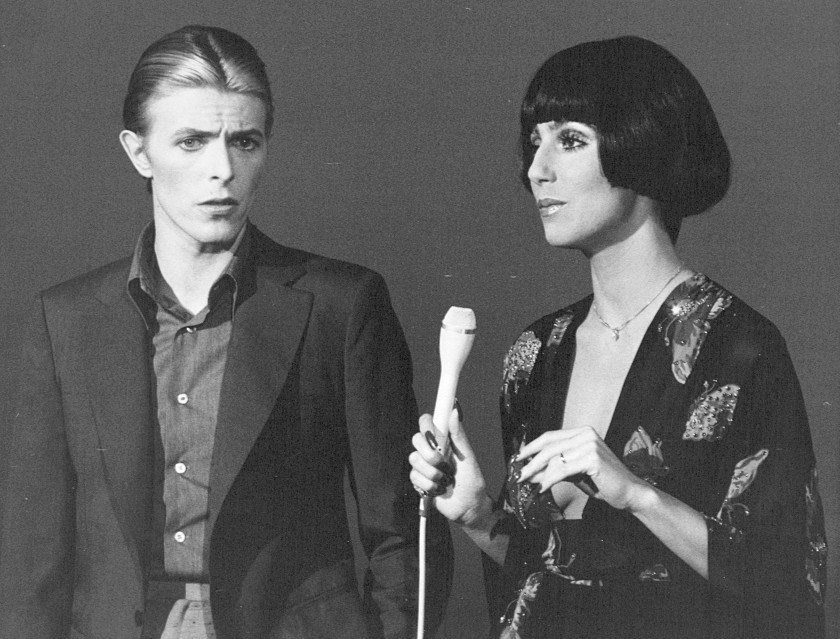
Bowie y Cher, Show de Cher, 1975.

El resultado de las sesiones de grabación de Filadelfia es el álbum Young Americans (1975), que evidencia la influencia que los artistas negros del soul y el R&B habían tenido en Bowie. El biógrafo Christopher Sandford escribió: «A lo largo de los años, la mayoría de los roqueros ingleses habían intentado, de una u otra manera, convertirse en negros por extensión. Pocos habían tenido éxito como lo tuvo Bowie en ese momento». El sonido del álbum, que el cantante identifica como «plastic soul», significó un cambio radical de estilo, cosa que sorprendió a muchos de sus devotos del Reino Unido. Young Americans supuso el primer número uno de Bowie en los Estados Unidos con la canción «Fame», coescrita con John Lennon, quien además contribuyó cantando coros, y Carlos Alomar.
Fue uno de los primeros artistas blancos en participar en el programa de variedades estadounidense Soul Train, donde Bowie cantó haciendo sincronía de labios «Fame» y «Golden Years», sencillo lanzado en octubre. Young Americans fue un éxito comercial tanto en los Estados Unidos como en el Reino Unido, y una reedición del sencillo de 1969 «Space Oddity» se convirtió en el primer número uno británico pocos meses después de conseguir la misma gesta con «Fame» en los Estados Unidos.
A pesar de su establecida fama, Bowie vivía al día. En palabras de su biógrafo Christopher Sandford: «A pesar de todas sus ventas (más de un millón de copias solo de Ziggy Stardust), subsistía esencialmente con dinero suelto». En 1975, en una jugada similar a la que le había hecho deshacerse de Pitt hacía quince años, Bowie despidió a su mánager. Al finalizar los meses de litigio, como describe Sandford, vio cómo «millones de dólares de sus futuras ganancias se entregaban» en lo que fue «un final muy generoso con Defries», para después «encerrarse en el West 20th Street, donde por una semana se pudieron oír sus lamentos a través de la puerta cerrada del ático». Michael Lippman, el abogado de Bowie en las negociaciones, se convirtió en su nuevo representante; Lippman también se llevó una generosa compensación cuando Bowie le despidió al año siguiente.

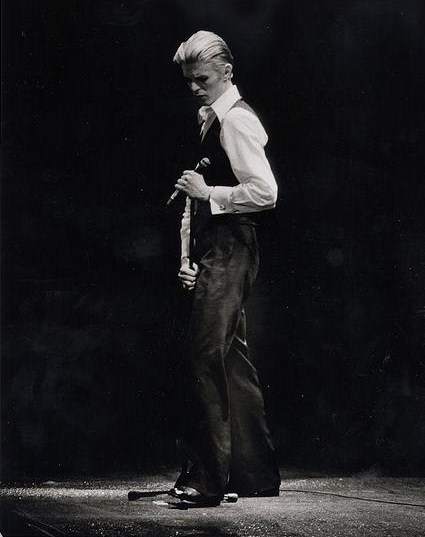
Bowie como Thin White Duke, 1976.

Station to Station, álbum de 1976, introduce un nuevo alter ego de Bowie, «The Thin White Duke», sacado de la letra de la canción que da título al disco. El personaje, visualmente, era una extensión de Thomas Jerome Newton, un extraterrestre que interpretó ese año en la película El hombre que vino de las estrellas. Station to Station desarrolla el funk y soul de Young Americans y es un avance del krautrock y música con sintetizadores de sus siguientes lanzamientos. El punto al que había llegado la drogadicción de Bowie se hizo público cuando Russell Harty entrevistó al cantante para su programa London Weekend Television poco antes del comienzo de la gira de promoción del disco. Poco antes de que comenzase la entrevista se anunció la reciente muerte de Francisco Franco. Le pidieron a Bowie que cediese tiempo para permitir difundir las noticias que se generasen al respecto. Se negó, por lo que se comenzó con la entrevista, dejando para después las noticias provenientes de España. En la subsiguiente conversación con Harty, como describe el biógrafo David Buckley, «las palabras del cantante eran prácticamente ininteligibles durante el tiempo que duró la larga entrevista. [...] Bowie parecía estar completamente desconectado y era casi incapaz de decir una frase coherente». Su cordura, según una posterior confesión propia, se había enrarecido debido al consumo de cocaína; sufrió varias sobredosis ese año y su aspecto físico comenzaba a ser alarmante.
Al lanzamiento en enero de 1976 de Station to Station le siguió una gira de tres meses y medio por Europa y los Estados Unidos. Con un escenario austero, el Isolar – 1976 Tour incluía canciones del disco, incluyendo la larga y dramática «Station to Station», las baladas «Wild Is the Wind» y «Word on a Wing», y las más funky «TVC 15» y «Stay». La banda que reunió para el álbum y la gira (Alomar [guitarra rítmica], George Murray [bajo] y Dennis Davis [batería]), siguieron con Bowie lo que quedaba de década. La gira fue un gran éxito, aunque enfangado por controversias de tipo político. Se dice que Bowie dijo en Estocolmo que «el Reino Unido se beneficiaría con un líder fascista», y fue detenido en las aduanas ruso-polacas por estar en posesión de parafernalia nazi. El tema aún dio más que hablar cuando en mayo llegó a Londres y protagonizó lo que se conoce como el «incidente del Victoria Station». Llegó en un Mercedes descapotable y saludó al gentío en una forma que algunos interpretaron como un saludo nazi, capturado en fotografía y publicado en la revista NME. Bowie alegó que el fotógrafo le había cazado a mitad del saludo con la mano. Más adelante culpó de sus comentarios profascistas de aquella época a sus adicciones y al personaje de Thin White Duke. «Estaba fuera de mí, totalmente loco. Estaba muy metido en la mitología... todo eso de Hitler y la derecha... Había descubierto al Rey Arturo...». Según el dramaturgo Alan Franks en un artículo en The Times, «estaba realmente "desquiciado". Tuvo unas muy malas experiencias con las drogas duras».

### 1976-1979: Berlín

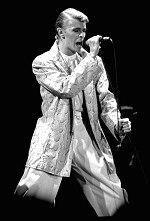
Bowie actuando en Oslo el 5 de junio de 1978.

Bowie se mudó a Suiza en 1976 y adquirió allí un chalet en las montañas al norte del lago Lemán. En ese nuevo entorno, su consumo de cocaína aumentó; también creció su interés por conseguir metas fuera de su carrera musical. Comenzó a pintar, llegando a producir bastantes piezas posmodernas. Cuando estaba de gira dibujaba bocetos en un cuaderno y fotografiaba todo lo que creía que después le serviría de referencia para pintar. Visitaba galerías de arte en Ginebra y frecuentaba el Museo Brücke de Berlín, por lo que, en palabras de su biógrafo Christopher Sandford se convirtió en «un prolífico productor y coleccionista de arte contemporáneo. [...] No solo se convirtió en un conocido cliente de arte expresionista, sino que encerrado en Clos des Mésanges comenzó unos cursos intensivos de música clásica y literatura, además de comenzar a trabajar en una autobiografía».
Antes de finalizar 1976, el interés de Bowie en la floreciente escena musical alemana, además de su adicción a las drogas, le llevó a mudarse a Berlín Oeste para desintoxicarse y revitalizar su carrera. Compartía piso con Iggy Pop en Schöneberg y comenzó a trabajar con Brian Eno, enfocándose en música ambiental y minimalista, dando comienzo así al primero de tres álbumes, coproducidos con Tony Visconti, que más adelante se conocerían como la «Trilogía de Berlín» («Berlin Trilogy»). Durante esa misma época, Iggy Pop completó su álbum debut, The Idiot, con Bowie como músico y coescritor, y su continuación, Lust for Life, y salió de gira por el Reino Unido, Europa y los Estados Unidos entre marzo y abril de 1977. Low (1977), en parte influido por el sonido Krautrock de bandas como Kraftwerk y Neu!, evidencia un cambio en la forma de componer de Bowie, cambiando de un método narrativo a una forma musical más abstracta donde las letras son esporádicas y opcionales. Recibió críticas negativas; fue un lanzamiento que RCA, ansiosa por mantener su empuje comercial, no recibió de buena gana, y que el exmánager de Bowie, Tony Defries, quién aún tenía intereses financieros en los asuntos del cantante, intentó impedir. A pesar de las predicciones, de Low se extrajo el sencillo «Sound and Vision», que se posicionó en el número tres de la lista británica. El álbum, en el Reino Unido, superó en ventas a su predecesor Station to Station, llegó al puesto número dos. En 1992, el compositor contemporáneo Philip Glass describió Low como la «obra de un genio» y lo utilizó como base de su Symphony n.º 1 "Low"; Glass usó el siguiente disco de Bowie para su obra de 1996 Symphony n.º 4 “Heroes”. Glass elogió a Bowie y su facilidad para crear «piezas de música bastante complejas, enmascaradas como piezas sencillas».
El segundo disco de la trilogía, “Heroes”, aunque contiene el concepto de música minimalista e instrumental, incorpora más pop y rock, debido en parte a la colaboración del guitarrista Robert Fripp. Al igual que Low, “Heroes” pone de manifiesto el zeitgeist de la Guerra Fría, simbolizada en la dividida ciudad de Berlín. Incorporando sonidos de ambiente de una variedad de fuentes incluyendo ruido blanco, sintetizadores y un koto, el álbum volvió a ser un éxito, llegando al número tres en el Reino Unido. La canción que da título al disco, a pesar de solo llegar al puesto número 24 de la lista de sencillos británica, se ganó una duradera popularidad, por lo que en pocos meses se habían lanzado versiones en alemán y en francés. A finales de año, Bowie interpretó la canción en el programa televisivo de Marc Bolan Marc, y dos días después en un especial navideño de Bing Crosby, donde se unió a Crosby para cantar «Peace on Earth/Little Drummer Boy», una versión de «The Little Drummer Boy» con un nuevo verso contrapuntual. Cinco años después, esta versión a dúo se convirtió en un éxito, llegando al puesto número tres de las listas británicas el día de Navidad de 1982.
Después de terminar Low y “Heroes”, Bowie pasó la mayor parte de 1978 con su gira Isolar II, llevando la música de los dos primeros discos de la «Berlin Trilogy» a casi un millón de personas en unos setenta conciertos en doce países. Llegado a este punto había dejado de lado su problema con las drogas; el biógrafo David Buckley escribió que Isolar II fue «la primera gira en cinco años en que Bowie no se había anestesiado con copiosas cantidades de cocaína antes de subir al escenario. [...] Sin olvidarse de los problemas que le habían causado las drogas, ahora se encontraba en un estado mental lo suficientemente bueno para volver a querer hacer amistades». Las grabaciones de esta gira dieron como resultado el álbum en directo Stage, lanzado ese año.
La pieza final de lo que Bowie llamó su «tríptico», Lodger (1979), evita la naturaleza minimalista y ambiental de los dos anteriores, añadiendo un retorno parcial del rock de guitarra y batería de su época anterior a Berlín. El resultado es una mezcla compleja de new wave y world music, incorporando también escalas musicales orientales provenientes de la región del Hiyaz. Algunas de las pistas se compusieron usando una baraja de Oblique Strategies (un juego de cartas con frases que debían de seguir) creadas por Eno y Peter Schmidt: «Boys Keep Swinging» implicó que los miembros de la banda tuvieran que cambiar sus instrumentos entre ellos, «Move On» usa los acordes de la canción de Bowie «All the Young Dudes» tocadas al revés, mientras que «Red Money» utiliza partes de «Sister Midnight», una canción compuesta anteriormente con Iggy Pop. El disco se grabó en Suiza. Antes de su lanzamiento, Mel Ilberman de RCA dijo: «Sería justo llamarlo el Sergeant Pepper de Bowie [...] un álbum conceptual que describe al lodger («el inquilino») como un trotamundo sin hogar, rechazado y victimizado por las presiones de la vida y la tecnología». Christopher Sandford lo describe diciendo: «El disco era tan esperado con sus elecciones tan dudosas, y la producción significó el final de la asociación de Bowie con Eno, después de quince años». Lodger llegó al puesto número cuatro en el Reino Unido y al veinte en los Estados Unidos y arrojó dos exitosos sencillos en el Reino Unido, «Boys Keep Swinging» y «DJ». Hacia finales de año, Bowie y Angela decidieron divorciarse, y tras meses de batallas judiciales su matrimonio terminó a comienzos de 1980.

### 1980-1989: los años pop
| «Under Pressure» surgió por casualidad, David vino a vernos al estudio, [...] comenzamos a juguetear juntos con algo y todo salió de manera muy espontánea y rápida. [...] Fue un verdadero placer trabajar con [él], posee un enorme talento. —Freddie Mercury sobre su colaboración con Bowie en el sencillo. |

De Scary Monsters (and Super Creeps) (1980) se extrajo un sencillo número uno, «Ashes to Ashes», que incluye el trabajo de texturas de guitarra-sintetizador llevado a cabo por Chuck Hammer y que vuelve a utilizar el personaje de Major Tom de «Space Oddity». La canción sirvió para mostrar en forma internacional el movimiento new romantic underground de cuando Bowie visitó el club de Londres «Blitz» (el sitio new romantic de moda) para contratar a algunos de los miembros regulares (incluyendo a Steve Strange de la banda Visage) para actuar en el videoclip de la canción, célebre por ser uno de los más innovadores de la época. Aunque para Scary Monsters utilizó algunos de los principios de los álbumes de Berlín, los críticos lo consideraron mucho más directo musical y líricamente. La parte hard rock del disco incluye llamativas contribuciones de guitarra de Robert Fripp, Pete Townshend, Chuck Hammer y Tom Verlaine. A la vez que «Ashes to Ashes» llegaba al número uno en el Reino Unido, Bowie comenzó un trabajo de tres meses protagonizando la obra The Elephant Man en Broadway.
Bowie se asoció con Queen en 1981 para colaborar en el sencillo «Under Pressure». El dúo fue un éxito, convirtiéndose así en el tercer sencillo número uno de Bowie en el Reino Unido, cuarto en las listas de NME y Melody Maker. Ese año, hizo un cameo en la película alemana Christiane F., una historia real de drogadicción adolescente en la Berlín de los años 1970. La banda sonora, repleta de música de Bowie, se lanzó con el título de Christiane F. pocos meses después. También, Bowie protagonizó la adaptación televisiva de la obra de Bertolt Brecht Baal, hecha por la BBC en 1981. Coincidiendo con la retransmisión, se lanzó un EP de cinco canciones de la obra, grabados en Berlín, bajo el título de David Bowie in Bertolt Brecht's Baal. En marzo de 1982, un mes antes del estreno de la película de Paul Schrader Cat People, se lanzó como sencillo la canción homónima de Bowie, «Cat People (Putting Out Fire)», que llegó a ser un éxito número 1 en Nueva Zelanda, Suecia, Finlandia y Noruega. En este último país fue la quinta canción más vendida en toda la década, y recibió una nominación a premio Globo de Oro.

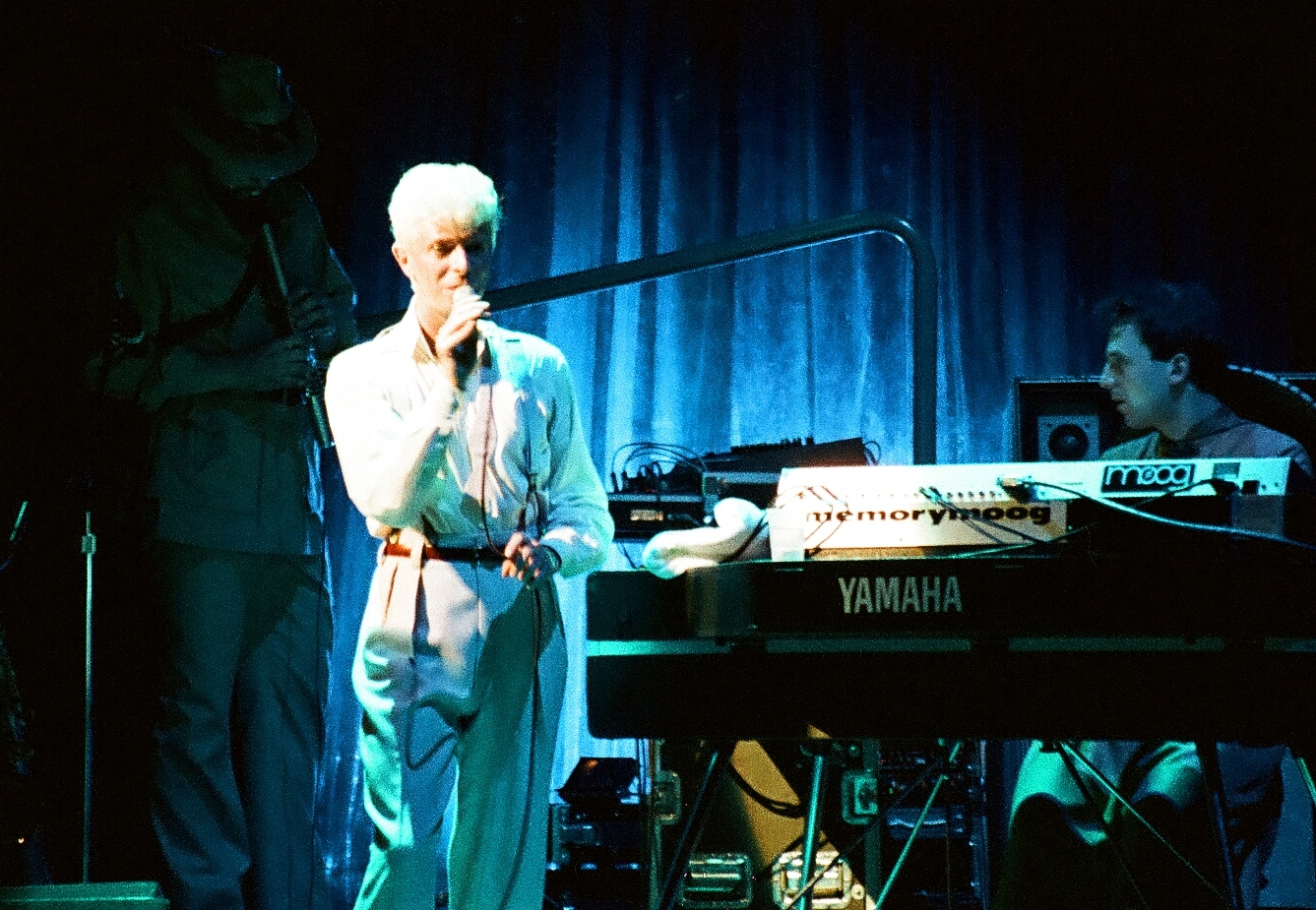
Bowie en 1983 en la gira «Serious moonlight».

Bowie llegó a otro punto álgido de su carrera con el éxito comercial de Let's Dance (1983), coproducido por el integrante de Chic Nile Rodgers, que se convirtió en disco de platino tanto en el Reino Unido como en los Estados Unidos. Sus tres sencillos entraron en el Top 20 de ambos países, donde la canción que da título al disco llegó al puesto número uno. «Modern Love» y «China Girl» llegaron al número dos en el Reino Unido, acompañados de sus respectivos videoclips que, como describe el biógrafo David Buckley, «eran totalmente absorbentes y activaron arquetipos claves para el mundo del pop. «Let's Dance», con su poca narrativa enfocada en una joven pareja de aborígenes, se centra en la juventud, mientras que «China Girl», con su escena de amor (luego parcialmente censurada) playero con los culos al aire (homenaje a la película From Here to Eternity), era lo suficientemente provocativa sexualmente para garantizar que MTV la emitiese con frecuencia». Para 1983, Bowie ya se había convertido en uno de los más importantes realizadores de videos musicales de su época. Para promocionar Let's Dance se embarcó en la gira mundial Serious Moonlight, en la que se hizo acompañar del guitarrista Earl Slick y los coristas Frank y George Simms. La gira duró seis meses y tuvo una gran recepción.
Tonight (1984), también enfocado al baile, contó con la colaboración de Tina Turner y, una vez más, Iggy Pop. Contiene varias canciones versionadas, entre ellas el éxito de 1966 de The Beach Boys «God Only Knows». Además, incluye el éxito transatlántico «Blue Jean», inspiración para el cortometraje Jazzin' for Blue Jean, por el que Bowie ganó un premio Grammy en la categoría mejor video musical. Bowie actuó en el estadio de Wembley en 1985 como parte de Live Aid, una serie de conciertos benéficos llevados a cabo en diversos sitios del mundo para intentar paliar el hambre en Etiopía. Durante el evento se estrenó un sencillo con fines benéficos a dúo con Mick Jagger, «Dancing in the Street», que llegó al puesto número uno de ventas en su primera semana. Ese año, Bowie se asoció con Pat Metheny Group para grabar «This Is Not America», como parte de la banda sonora de The Falcon and the Snowman. Lanzada como sencillo, la canción entró en el Top 40 en los Estados Unidos y el Reino Unido.

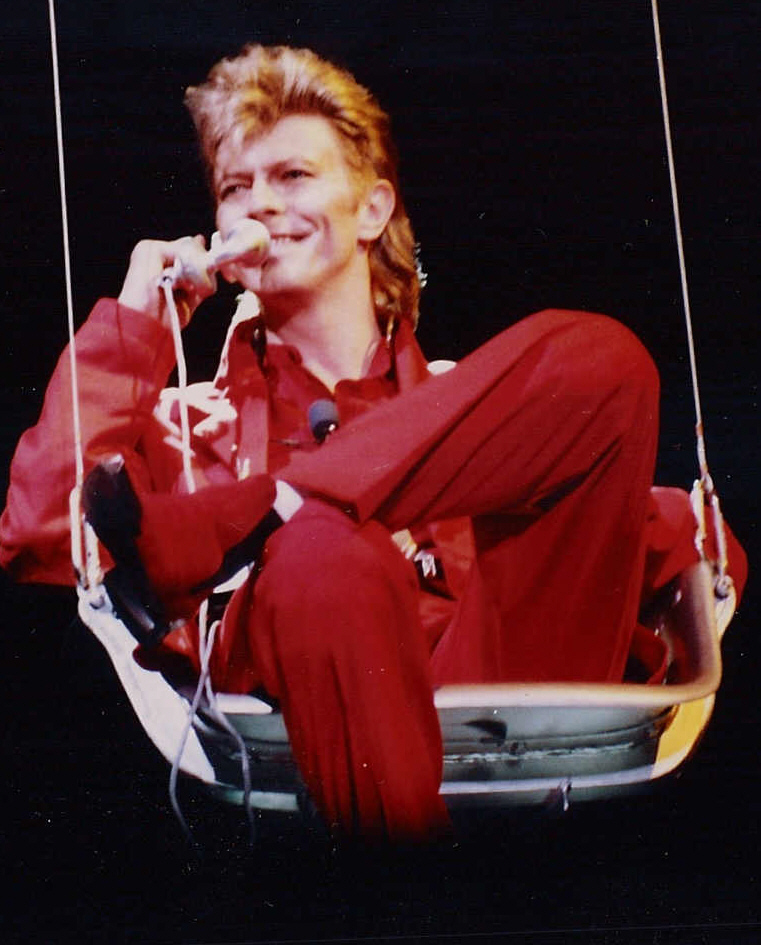
Bowie actuando en el Glass Spider Tour de 1987.

Bowie obtuvo un papel en la película de 1986 Absolute Beginners. Aunque no fue bien recibida por la crítica, la canción que compuso para ella llegó al puesto número dos de la lista de sencillos británica. También en 1986, interpretó a Jareth, Rey de los Goblins, en la película de Jim Henson Labyrinth, para cuya banda sonora compuso cinco canciones.
Su último álbum de estudio de la década fue Never Let Me Down de 1987, en donde se deshizo del sonido ligero de sus dos anteriores discos, ofreciendo en su lugar rock más duro con puntos de industrial/tecno. El disco se posicionó en el puesto número seis de la lista británica. Se extrajeron los sencillos «Day-In, Day-Out» (su sencillo número 60), «Time Will Crawl» y «Never Let Me Down». Bowie declaró después que considera el álbum su «punto más bajo», diciendo que es «un disco horrible». Para promocionar Never Let Me Down, después de nueve shows para la prensa, comenzó su gira Glass Spider el 30 de mayo, que constó de 86 conciertos. En esta ocasión Bowie contó con Peter Frampton como guitarrista líder. La crítica difamó la gira diciendo que estaba sobreproducida y que se hizo para complacer la moda de arena rock con sus efectos especiales y bailes.

### 1989-1991: Tin Machine

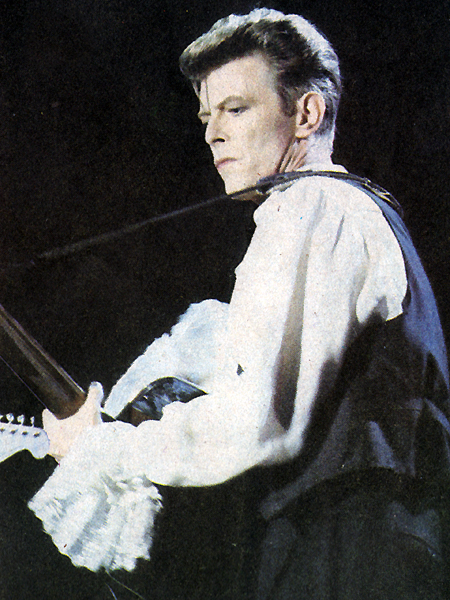
Bowie en un concierto en Chile durante su Sound+Vision Tour, 1990.

Bowie dejó de lado su carrera solista en 1989 para pasar a formar parte de una banda por primera vez desde comienzos de la década de 1970. Surgió un cuarteto de hard rock, Tin Machine, después de que comenzara a experimentar con el guitarrista Reeves Gabrels. La formación se completó con Tony y Hunt Sales, a quienes conocía desde finales de la década de 1970 por su participación (como batería y bajista, respectivamente) en el álbum de Iggy Pop de 1977 Lust For Life.
Aunque intentó que el grupo funcionara como una democracia, Bowie se imponía, tanto en la composición de canciones como en la toma de decisiones. Su álbum debut, Tin Machine (1989) tuvo un inicio popular, aunque sus letras politizadas no encontraron aprobación universal: Bowie describió una de las canciones como «simplista, tímida, radical sobre la insurgencia de los neonazis». Desde el punto de vista del biógrafo Cristian Standford: «Se necesita valor para denunciar las drogas, el fascismo y la televisión [...] en términos que alcanzaron el nivel literario de un libro de historietas». EMI se quejó de «las letras predicadoras», de las «melodías repetitivas» y la «producción minimalista o inexistente». Sin embargo, el álbum alcanzó el tercer puesto en el Reino Unido. La primera gira mundial de Tin Machine fue un éxito comercial, pero empezó a aparecer cierta reticencia (entre críticos y fanáticos) a aceptar a Bowie como un simple miembro de una banda.
Una serie de sencillos de la banda no llegaron a entrar en las listas y Bowie, tras un desacuerdo con EMI, abandonó la discográfica. Como su público y los críticos, el mismo Bowie comenzó a sentirse incómodo como integrante de un grupo. Tin Machine comenzó a trabajar en un segundo álbum, pero Bowie puso en espera la iniciativa y regresó a trabajar en solitario. Interpretando sus viejos éxitos durante su gira de siete meses Sound+Vision Tour encontró otro éxito comercial y aclamación de la crítica.

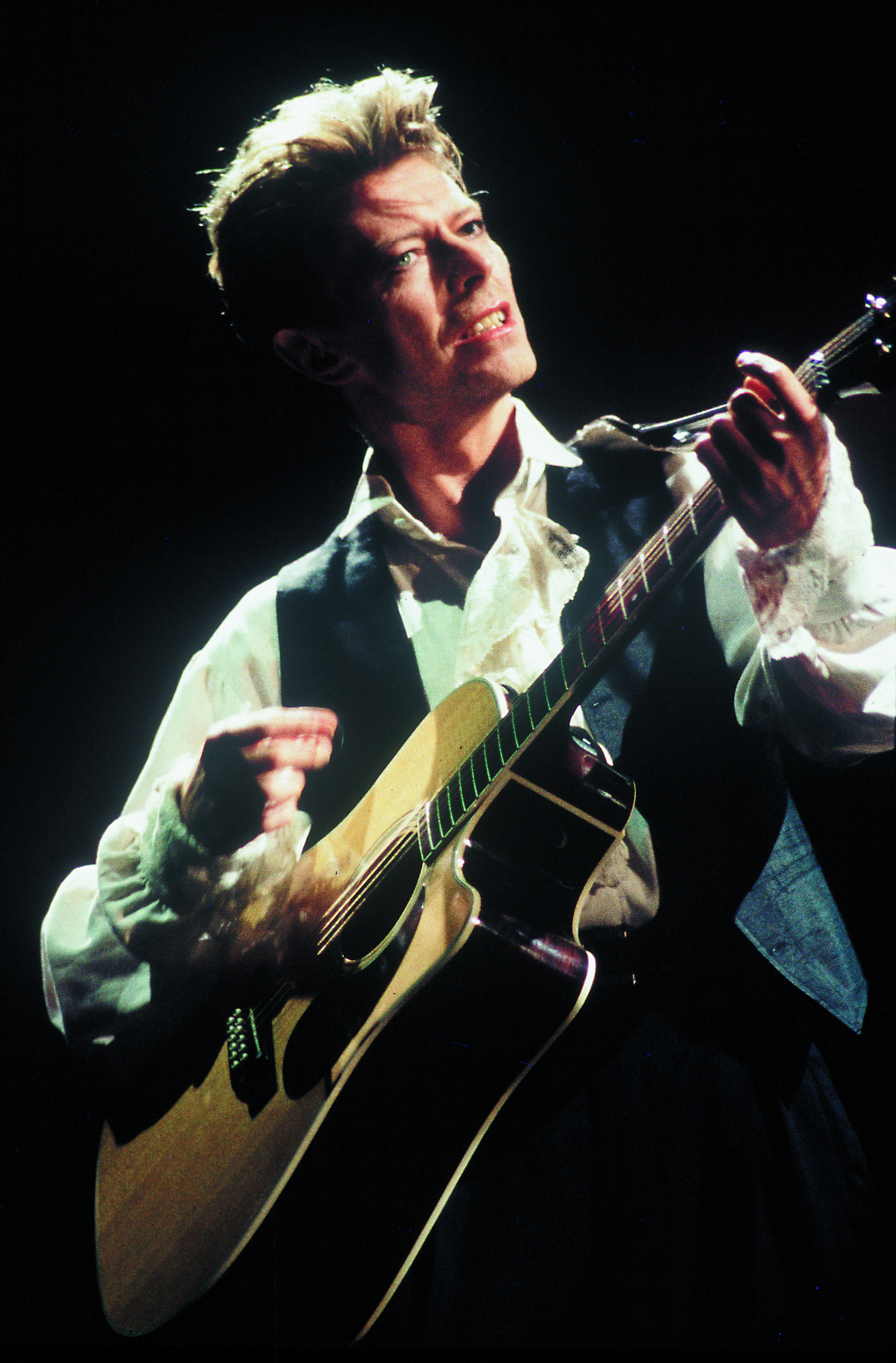
Bowie en Zagreb, 1990.

En octubre de 1990, una década después de su divorcio con Angela, un amigo en común le presentó a la supermodelo somalí Iman. Sobre esto, Bowie afirmó: «Estaba pensando en el nombre de nuestros futuros hijos la misma noche en que nos conocimos [...] fue absolutamente inmediato». Se casaron en 1992. Tin Machine reanudó el trabajo ese mismo mes, pero el público y los críticos, decepcionados por el primer álbum, no mostraron ningún interés en el segundo. La publicación de Tin Machine II fue marcada por una amplia campaña de publicidad y un gran conflicto acerca de la portada: después de que la producción comenzara, Victory, su nueva discográfica, consideró la imagen de los cuatro integrantes de la banda desnuda en poses artísticas (que Bowie consideraba «de gusto exquisito») «una muestra de imágenes obscenas y equivocadas», por lo que requirieron de un aerógrafo y parches para ocultar el sexo de las figuras. La banda salió de gira una vez más, pero después de que su álbum en directo Tin Machine Live: Oy Vey, Baby fracasara en lo comercial, la banda se separó y Bowie, aunque siguió colaborando con Gabrels, retomó su carrera solista.

### 1992-1999: música electrónica
En abril de 1992, Bowie participó en el concierto en tributo a Freddie Mercury, en honor al líder de Queen fallecido un año antes. Además de interpretar «Heroes» y «All the Young Dudes», tomó parte en la interpretación de «Under Pressure» junto a Annie Lennox, quien hizo la parte vocal que correspondía a Mercury. Cuatro días después, Bowie se casó con Iman en Suiza. Con la intención de mudarse a Los Ángeles, viajaron en busca de una propiedad adecuada, pero se vieron obligados a permanecer confinados en su hotel, bajo toque de queda, debido al comienzo de los disturbios de Los Ángeles ese día. Se establecieron en Nueva York.

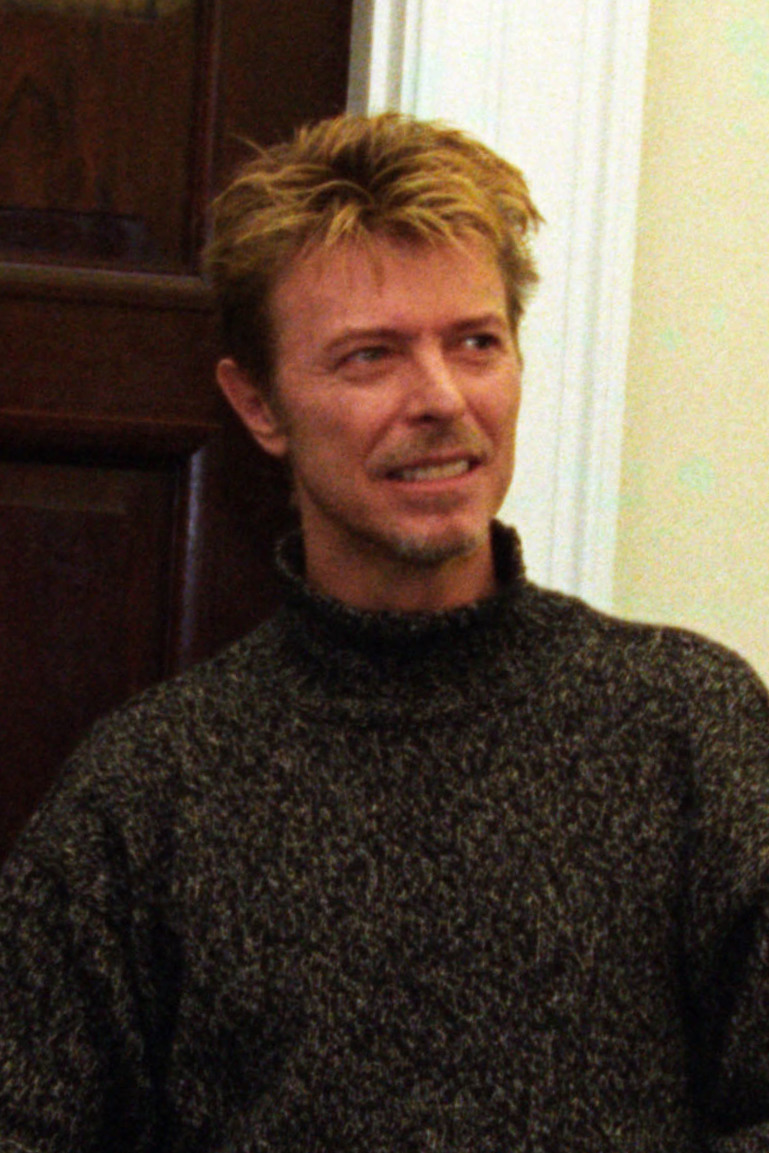
Bowie en la Casa Blanca, 1995.

En 1993 salió a la venta su primer lanzamiento en solitario tras la separación de Tin Machine, Black Tie White Noise, con influencias de soul, jazz y hip hop. Haciendo amplio uso de instrumentación electrónica, el álbum, en el que Bowie se reunió con el productor de Let's Dance, confirmó el regreso del cantante a la popularidad, ocupando el primer puesto en las listas de álbumes británicas y generando tres sencillos que llegaron a ocupar un puesto en el Top 40, incluyendo la canción «Jump (They Say)». Bowie exploró nuevas direcciones con The Buddha of Suburbia (1993), la banda sonora de la adaptación para una serie televisiva basada en la novela de Hanif Kureishi. Contenía algunos de los nuevos elementos presentes en Black Tie White Noise y significó un cambio hacia el rock alternativo. Recibió críticas muy favorables, a pesar de solo posicionarse en el número 87 de las listas de venta del Reino Unido.
Reuniendo a Bowie con Brian Eno, el industrial Outside (1995) fue concebido como el primer volumen de una narración no lineal sobre arte y asesinatos. Con personajes de una historia corta escrita por Bowie, el álbum tuvo éxito en los Estados Unidos y Reino Unido y contiene tres sencillos que entraron en el Top 40 de la UK Singles Chart. En una decisión que provocó una reacción mixta entre críticos y fanáticos, Bowie decidió que Nine Inch Nails lo acompañara en su Outside Tour. La gira, en la que visitaron ciudades de Europa y Norteamérica durante septiembre de 1995 y febrero del año siguiente, significó la vuelta de Gabrels como guitarrista del cantante.

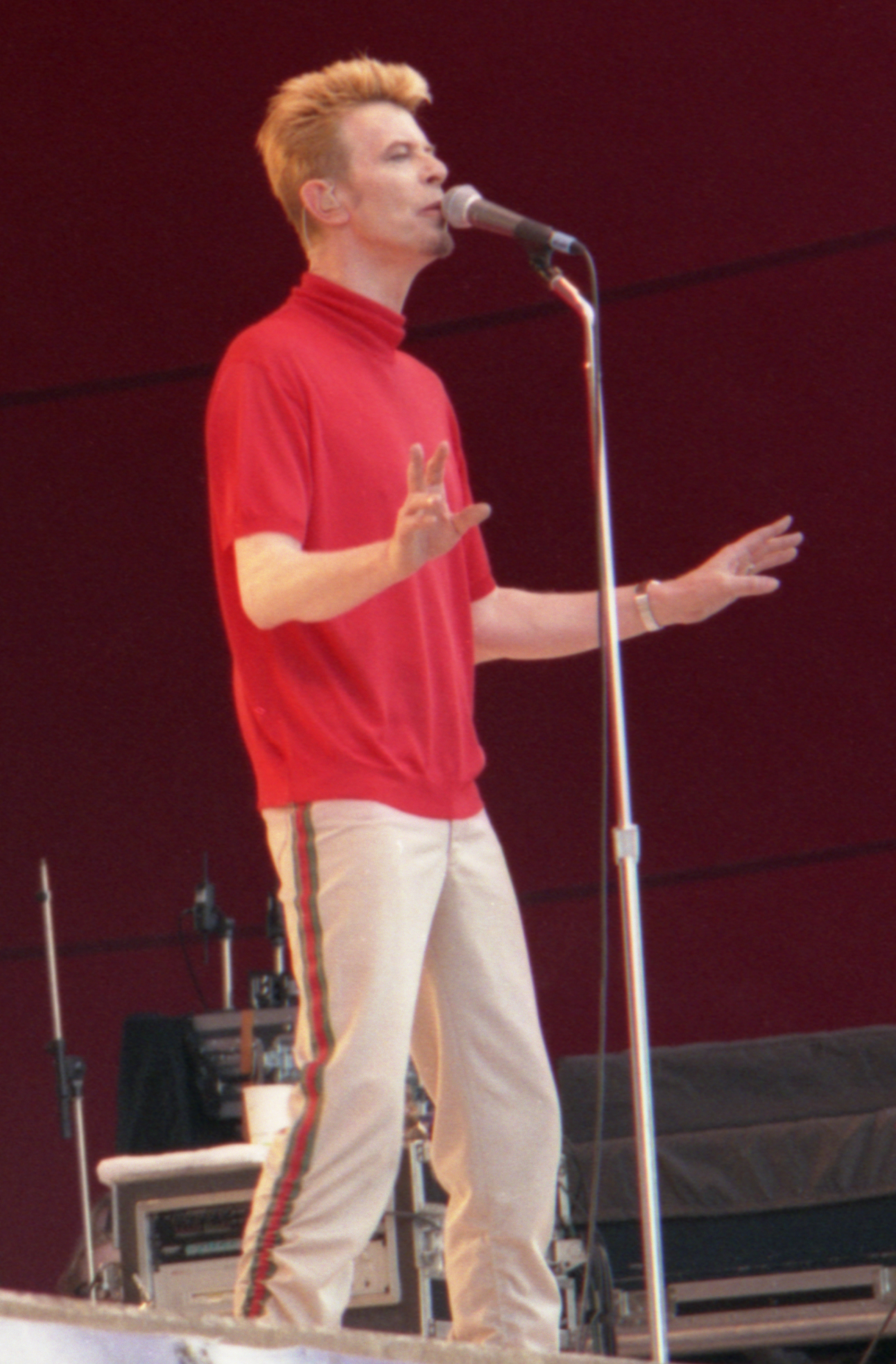
Bowie en un concierto en Finlandia en 1997.

Bowie ingresó en el Salón de la Fama del Rock el 17 de enero de 1996. Incorporando elementos de drum and bass, Earthling (1997) fue un éxito comercial en Reino Unido y los Estados Unidos y dos de sus sencillos entraron en el Top 40 en esta primera región. La canción «I'm Afraid of Americans», compuesta para la película de Paul Verhoeven Showgirls fue grabada de nuevo para el álbum y remezclada por Trent Reznor para lanzarla como sencillo. La amplia difusión que tuvo su video promocional contribuyó a que pasara dieciséis semanas en la lista estadounidense Billboard Hot 100. La gira para promocionar el álbum tuvo lugar en Europa y Norteamérica entre junio y noviembre de 1997.
Bowie se reunió con Visconti en 1998 para grabar «(Safe in This) Sky Life» para The Rugrats Movie. Aunque el tema se editó después del final cut, sería regrabada y lanzada bajo el título de «Safe» como el lado B del sencillo de 2002 «Everyone Says 'Hi'». La reunión dio lugar a otras colaboraciones, incluyendo una versión lanzada como sencillo de edición limitada de la canción de Placebo «Without You I'm Nothing», coproducido por Visconti, con las armonías vocales de Bowie añadidas a la grabación original. En 1998 Bowie grabó «A Foggy Day (In London Town)» con Angelo Badalamenti para el disco compilatorio de Red Hot Organization Red Hot + Rhapsody, un tributo a George Gershwin que recaudó dinero para varias organizaciones caritativas que buscan concientizar sobre la problemática del sida y luchar contra la enfermedad.

### 1999-2013: neoclasicismo

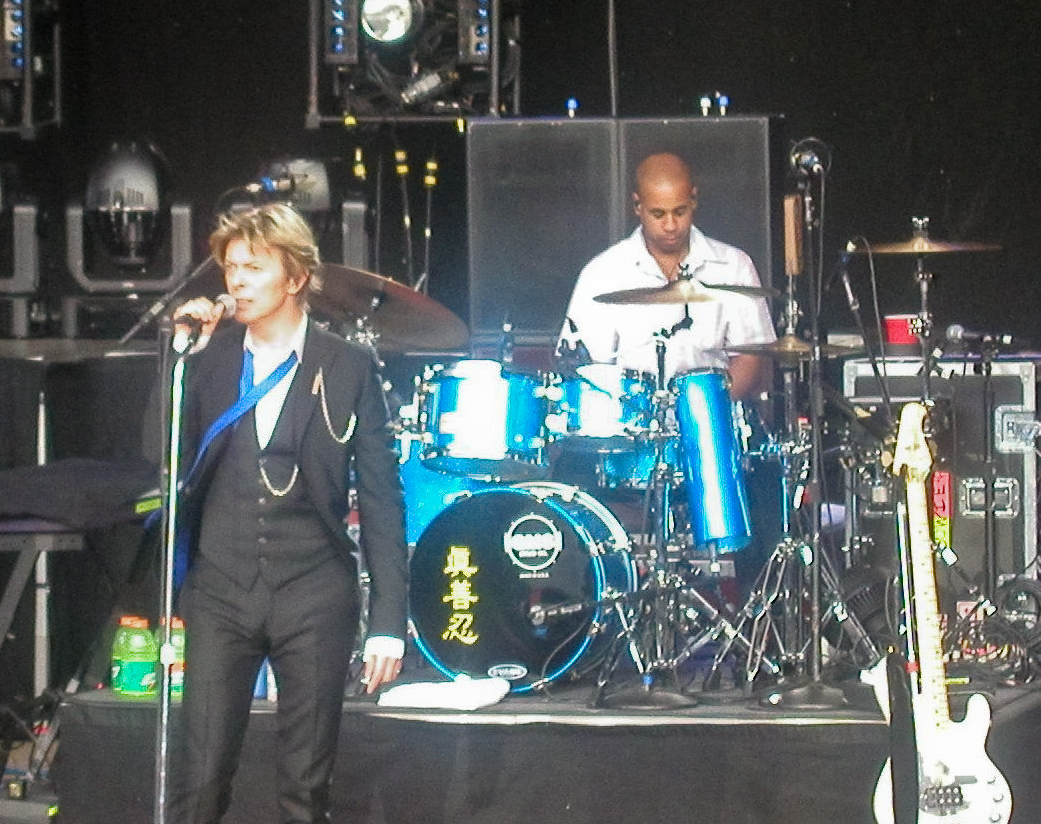
Bowie durante una presentación de su Heathen Tour junto a Sterling Campbell en 2002.

Bowie creó la banda sonora de Omikron, un videojuego de 1999 en el que Iman y él también figuran como personajes. Su álbum 'Hours...', lanzado el mismo año, contiene canciones de este proyecto regrabadas y presenta además un tema de Alex Grant, ganador de un concurso organizado por Bowie que trataba de encontrar la mejor letra de canción para un videojuego. Haciendo amplio uso de instrumentos en directo, el álbum significó su adiós a la música electrónica. En 2000 comenzaron las sesiones para el planeado Toy, en el que se intentaba presentar nuevas versiones de sus primeras canciones, pero el álbum nunca llegó a salir al mercado. Bowie y Visconti continuaron sus colaboraciones, en producción de un nuevo álbum con canciones totalmente originales: Heathen, de 2002. Alexandra Zahra Jones, hija de Bowie e Iman, nació el 15 de agosto de ese año.
En octubre de 2001, Bowie abrió el concierto para la Ciudad de Nueva York, un evento de caridad organizado para ayudar a las víctimas de los atentados del 11 de septiembre, con una interpretación minimalista de la canción de Simon & Garfunkel «America», seguida de una interpretación con banda completa de «Heroes». En 2002 se lanzó Heathen y durante la segunda mitad del año Bowie comenzó su gira Heathen Tour. Abarcando Europa y Norteamérica, la gira comenzó en el festival londinense Meltdown, en el que el cantante había sido elegido director artístico. Entre las actuaciones que seleccionó para participar en el espectáculo estaban Phillip Glass, Television y The Polyphonic Spree. Además de presentarse canciones del nuevo álbum, en la gira también se interpretaron canciones de su etapa de Low. Después, se publicó Reality, al que le siguió una gira promocional, A Reality Tour, que abarcó Europa, Estados Unidos, Nueva Zelanda, Australia y Japón. Se estima que tuvo una asistencia total de más de 7 000 000 de personas, siendo la gira con más beneficios de la primera mitad de 2004. Durante un concierto en Oslo, Bowie fue herido en un ojo por una piruleta arrojada por un fanático; una semana más tarde sintió dolor en el pecho mientras tocaba en el festival Hurricane en Scheeßel, Alemania. Se creía que era un nervio inflamado, pero más tarde se le diagnosticó una arteria obstruida que requirió una angioplastia de emergencia en Hamburgo. Las catorce fechas de la gira restantes fueron canceladas.

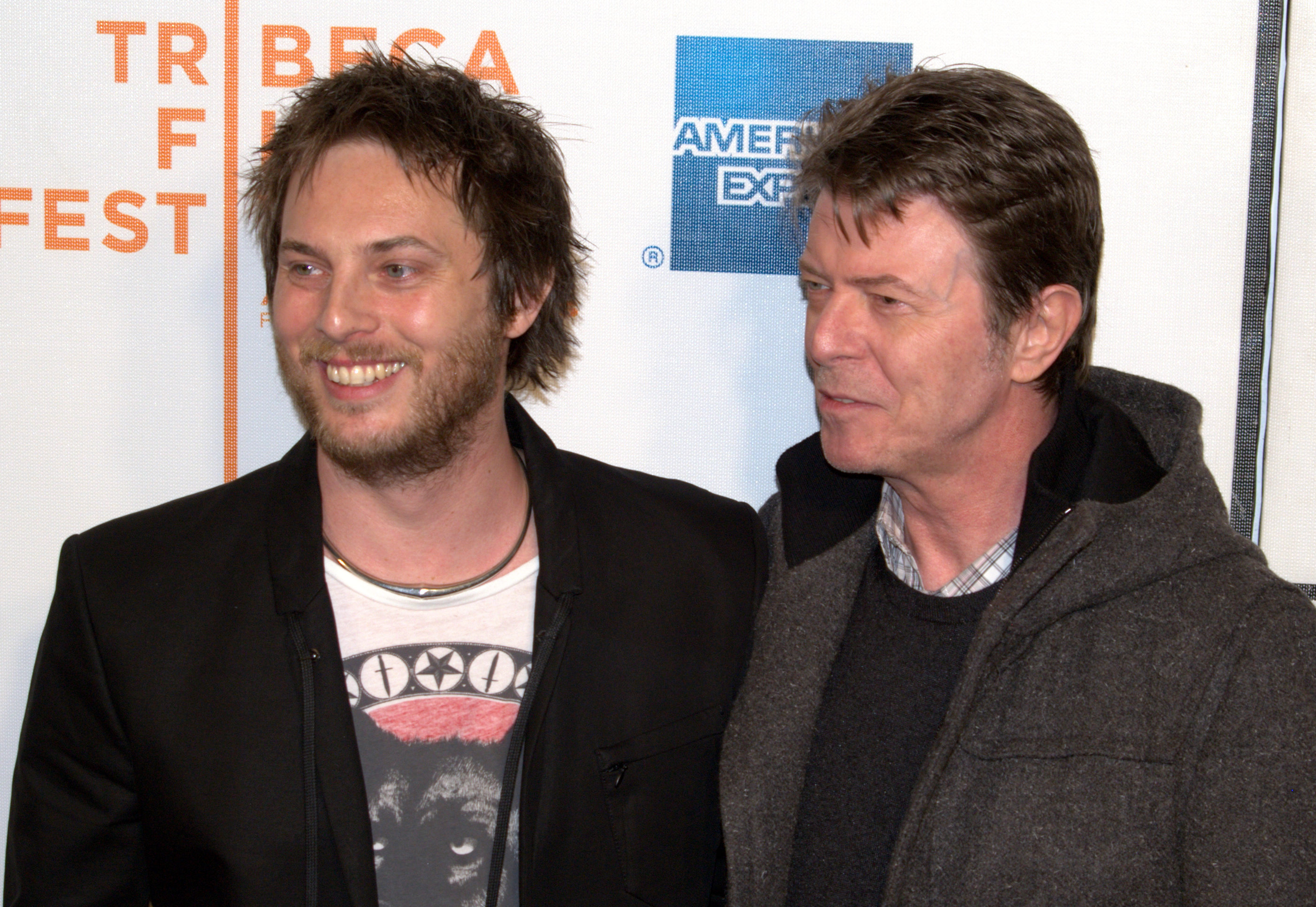
Bowie en 2009 con su hijo Duncan Jones en el estreno de su debut como director, Moon.

Mientras se recuperaba de la cirugía, Bowie redujo sus presentaciones por primera vez en varios años, haciendo breves apariciones en el escenario y en el estudio. Cantó a dúo con Butterfly Boucher de su canción «Changes» para la película animada Shrek 2, de 2004. Durante un relativamente tranquilo 2005, grabó las partes vocales de «(She Can) Do That», coescrita con Brian Transeau para el filme Stealth. Regresó a los escenarios el 8 de septiembre de 2005, presentándose con Arcade Fire para el evento Fashion Rocks, televisado a todo Estados Unidos, y tocó con la banda canadiense por segunda vez durante la CMJ Music Marathon. Contribuyó en los coros de la canción de TV on the Radio «Province» para su álbum Return to Cookie Mountain, hizo un comercial con Snoop Dogg para XM Satellite Radio y se juntó con Lou Reed para una colaboración en el álbum No Balance Palace (2005) de la banda danesa Kashmir.
Bowie recibió un premio Grammy al logro de toda una vida el 8 de febrero de 2006. En abril, anunció: «Me tomaré un año sabático, no saldré de gira, no grabaré álbumes». Hizo una presentación sorpresiva como invitado en el concierto de David Gilmour el 29 de mayo en el Royal Albert Hall. Se grabó el evento y una selección de canciones en las que habían colaborado tuvieron lanzamientos subsecuentes. Volvió a tocar en directo en noviembre junto a Alicia Keys en el Black Ball, un evento caritativo que tuvo lugar en Nueva York a beneficio de Keep a Child Alive.
Bowie fue elegido como coadjutor en el festival de 2007 High Line, donde seleccionó artistas para este evento en Manhattan, y trabajó junto a Scarlett Johansson en el álbum de versiones de canciones de Tom Waits Anywhere I Lay My Head.
En 2009, para celebrar el cuadragésimo aniversario de la llegada del hombre a la luna en julio de 1969 (también aniversario del lanzamiento de «Space Oddity») EMI puso a la venta las pistas grabadas en ocho canales y creó un concurso con el fin de crear una remezcla.
En enero de 2010, se puso a la venta un álbum doble en el que se recopiló material de su gira de 2003, llamado A Reality Tour. A finales de marzo de 2011 se filtró a través de internet Toy, un disco nunca publicado de 2001 que contiene material usado para Heathen y la mayoría de sus caras B, además de algunas versiones inéditas de su catálogo.

### 2013-2016: retiro de los escenarios y últimos álbumes
El 8 de enero de 2013, para su cumpleaños 66, se anunció en su web que en marzo saldría su disco The Next Day; el 8 de marzo en Australia, el 12 de marzo en los Estados Unidos y el día 11 de marzo en el resto del mundo. Es su primer disco en una década y contiene catorce canciones y tres pistas adicionales. El productor discográfico Tony Visconti comentó que disponían de 29 canciones para comenzar a trabajar en el disco. A la par del anuncio se publicó el primer sencillo, "Where Are We Now?", compuesto y grabado por Bowie en Nueva York y producido por Tony Visconti. Ese día se lanzó un videoclip a través de Vimeo, dirigido por el artista neoyorquino Tony Oursler. El sencillo llegó a lo más alto de la lista británica de iTunes en cuestión de horas, y debutó en la UK Singles Chart en el puesto número seis, siendo así el primer sencillo del artista en entrar en el Top 10 en más de dos décadas; desde "Jump They Say" de 1993. El 25 de febrero se publicó un segundo videoclip titulado "The Stars (Are Out Tonight)". La dirección corrió a cargo de Floria Sigismondi y en él aparecen Bowie y Tilda Swinton como marido y mujer. El 1 de marzo se puso a la venta el álbum completo a través de iTunes. The Next Day debutó en el puesto uno de la lista británica de álbumes, el primero en conseguirlo desde Black Tie White Noise (1993), y fue el disco más vendido del momento.
El videoclip creado para la canción "The Next Day" creó cierta controversia; fue retirada en un principio de YouTube por incumplir sus políticas, aunque restaurado con el aviso de que para su visionado se debía tener más de 18 años. Bowie incluyó canciones con temas religiosos, lo que ha generado algunas críticas. La canción "The Next Day" incluye referencias a la crucifixión de Jesucristo, mientras que "Valentine's Day" habla de un hombre que mata a tiros a estudiantes en una iglesia. Estas letras han sido consideradas por algunos como ofensivas y blasfemas. Bowie ha defendido su elección con el argumento de que la religión es importante en la cultura popular y que los artistas deben tener la libertad de explorar cualquier tema.
Según The Times, Bowie prometió no volver a conceder jamás una entrevista, por lo cual el productor Visconti concedió la entrevista alegando que ahora él es "la voz de Bowie en la tierra". Visconti reveló al periódico que Bowie no tiene intención de salir de gira, diciendo que lo único que quiere "es seguir haciendo discos".
En 2013 se presentó en el Victoria and Albert Museum una exhibición de artefactos de Bowie, titulado "David Bowie Is". Para 2014 la obra comenzó a ser itinerante haciendo paradas en São Paulo, Chicago, París, Melbourne y los Países Bajos.
Bowie aparece con un cameo vocal en la canción de Arcade Fire "Reflektor". En octubre de 2013, según una encuesta elaborada por la BBC History Magazine, se nombró a Bowie el británico mejor vestido de la historia. En los Premios Brit del 19 de febrero de 2014, Bowie se convirtió en el ganador más longevo de la historia de los premios al recibir el premio al mejor artista británico, el cual recogió de su parte Kate Moss. En su discurso dijo: "Estoy encantado de conseguir un brit al mejor varón - pero lo soy, ¿verdad Kate? Sí. Creo que es una gran manera de terminar el día. Muchas, muchas gracias y Escocia, sigue con nosotros". Esta referencia al referéndum para la independencia de Escocia de 2014 generó cierta repercusión en los medios. El 18 de julio, Bowie develó que pronto publicaría más música, aunque no precisó detalles.
A principios de octubre de 2015, saltó la noticia de que Bowie había grabado, por primera vez en veinte años, una canción para la serie de televisión «The Last Panthers». Unas semanas después, John Giddings, su agente, aseguraba a un medio que Bowie no volvería a actuar. A fin de mes, David anunció en su web el lanzamiento de su álbum de estudio, Blackstar, que coincidiría con su cumpleaños, el 8 de enero de 2016.

### Fallecimiento
El 10 de enero de 2016, dos días después de su cumpleaños 69 y la publicación de Blackstar, murió de un cáncer de hígado en su apartamento de Nueva York. Se le había diagnosticado dieciocho meses antes, pero no lo había hecho público. El director de teatro belga Ivo van Hove, quien había trabajado con el cantante en el musical Off-Broadway Lazarus, explicó que Bowie no pudo asistir a los ensayos debido a la enfermedad. Comentó que Bowie siguió trabajando durante el proceso de la misma.
El productor de Bowie, Tony Visconti, comentó:

Siempre hacía lo que le daba la gana. Y quiso hacerlo a su manera y de la mejor manera posible. Su muerte no fue muy distinta a su vida: una obra de arte. Hizo Blackstar para todos nosotros, su regalo de despedida. Supe desde hace un año que esto iba a ser así. De cualquiera de las maneras, yo no estaba preparado. Fue un hombre extraordinario, lleno de vida y amor. Siempre estará con nosotros. Por ahora, lo apropiado es llorar.

Después de su muerte, sus seguidores se reunieron en santuarios callejeros espontáneos. En el mural que hay en Brixton, su ciudad de nacimiento, que le muestra como su personaje creado para Aladdin Sane, sus seguidores dejaban flores y cantaban sus canciones. Surgieron otros memoriales en Berlín, Los Ángeles y frente a su apartamento de Nueva York. Se dispararon las ventas de sus discos y sencillos. Bowie insistió en que no quería un funeral y según su certificado de defunción fue incinerado el 12 de enero en Nueva Jersey.

## Carrera actoral
El biógrafo David Buckley observó: «La esencia de la contribución de Bowie a la música popular se encuentra en su sobresaliente habilidad para analizar y seleccionar ideas fuera de la música —del arte, la literatura, el teatro y el cine— e incorporarlas a esta; de este modo, el pop se actualiza constantemente». Además, expresó: «Solo una persona llevó el glam rock a nuevas y enrarecidas alturas e inventó personajes dentro del pop, uniendo el teatro y la música popular en un poderoso todo sin costuras». La carrera de Bowie también estuvo marcada por muchos papeles en producciones teatrales y cinematográficas, ganando cierto prestigio como actor en su propio derecho.
Los comienzos de su carrera actoral anteceden su éxito como músico. Habiendo estudiado teatro vanguardista y el arte del mimo bajo la dirección de Lindsay Kemp, actuó en el papel de Cloud en la producción de Kemp de 1967 Pierrot in Turquoise (convertida posteriormente en la película de televisión de 1970 The Looking Glass Murders). En el cortometraje en blanco y negro The Image, encarnó a un niño fantasma que emerge de un cuadro de un pintor bastante turbado para embrujarlo. El mismo año, apareció como extra en la película basada en la novela cómica de 1966 The Virgin Soldiers. En 1976, ganó prestigio por su primer papel protagónico, encarnando a Thomas Jerome Newton, un extraterrestre de un planeta en vías de extinción en El hombre que vino de las estrellas, dirigida por Nicolas Roeg. En Just a Gigolo, una producción anglo-germana dirigida por David Hemming, Bowie actuó en el papel protagónico del oficial prusiano Paul von Pryzgodski, quien, regresando de la Primera Guerra Mundial, es descubierto por una baronesa (Marlene Dietrich) y se convierte en uno de sus gigolós.
Bowie también trabajó en la producción teatral de Broadway The Elephant Man, y recibió alabanzas por su expresiva interpretación. Interpretó su papel 157 veces entre 1980 y 1981. En la película Christiane F. – Wir Kinder vom Bahnhof Zoo, un filme biográfico de 1981 que describe la drogadicción de una joven en el oeste de Berlín, Bowie aparece en un cameo, interpretándose a sí mismo dando un concierto en Alemania. En su banda sonora, Christiane F. (1981) figura mucho material de sus discos de «Berlin Trilogy». Bowie figuró también en El ansia (1983), una película de vampiros con Catherine Deneuve y Susan Sarandon. En el filme de Nagisa Ōshima del mismo año, Feliz Navidad, Mr. Lawrence, basada en la novela de Laurens van der Post The Seed and the Sower, Bowie personificó a Jack Celliers, un prisionero de guerra australiano en un campo de internamiento japonés donde la homosexualidad y el choque cultural es el tema de fondo. Otro músico, Ryuichi Sakamoto, interpretó al comandante que se sentía minado y a la vez atraído por el comportamiento estrafalario de Celliers. Después, Bowie tuvo un cameo en Yellowbeard, una comedia de piratas de 1983 creada por los miembros de Monty Python y un pequeño papel como Colin, el sicario en la película de 1985 Into the Night. Sin embargo, declinó interpretar al villano Max Zorin en la película de James Bond de 1985 A View to a Kill.
Absolute Beginners (1986), un musical de rock basado en la novela de Colin MacInne de 1959 sobre la vida en Londres, cuenta con la música de Bowie y él mismo interpreta un papel menor en ella. En el mismo año, actuó en Labyrinth, en el rol de Jareth, el rey de los goblins, film que cuenta con sus canciones, entre ellas el sencillo lanzado para la película: Underground (‘Bajo tierra’). Dos años más tarde, actuó en el papel de Poncio Pilatos en la película de Martin Scorsese La última tentación de Cristo. Bowie encarnó a un descontento empleado de restaurante, junto a Rosanna Arquette en The Linguini Incident (1991) y al misterioso agente del FBI Phillip Jeffries en la película de David Lynch Twin Peaks: Fire Walk with Me (1992). Interpretó un pequeño pero fundamental papel como Andy Warhol en Basquiat (1996), una película biográfica sobre Jean-Michel Basquiat dirigida por Julian Schnable y participó en spaghetti western Il Mio West, interpretando al más temido pistolero en la región. Encarnó al anciano gánster Bernie en Everybody Loves Sunshine (1999) y figuró en la serie televisiva de terror The Hunger. En la película Boys don't cry (1999), de Kimberly Peirce, aparece en la barra del bar donde Brandon Teena conoce a Lana. En Mr Rice's Secret (2000) interpretó al vecino de un niño de doce años con una enfermedad terminal y al año siguiente apareció interpretándose a sí mismo en Zoolander. También hizo de sí mismo en un capítulo de la serie Extras escrita y dirigida por Ricky Gervais.
Bowie actuó en el rol del físico Nikola Tesla, junto con Christian Bale y Hugh Jackman en The Prestige (2006), un filme de Christopher Nolan basado en la novela epistolar de Cristopher Priest sobre la rivalidad de dos magos a principios del siglo XX. Dio voz al villano Maltazard en la película animada Arthur y los Minimoys, como así a un personaje en el telefilme SpongeBob's Atlantis SquarePantis. En el filme de 2008 August, dirigido por Austin Chick, obtuvo un papel secundario como Ogilvie y trabajó junto a Josh Harnett y Rip Torn, con quien había colaborado en El hombre que vino de las estrellas.

## Orientación sexual
Buckley escribió: «Si Ziggy confundió tanto a su creador como a su público, gran parte de esa confusión se centró en el tema de la sexualidad». Bowie se declaró bisexual en una entrevista con Melody Maker el 22 de enero de 1972, movimiento que coincidió con el inicio de su campaña al estrellato como Ziggy Stardust. En una entrevista realizada en septiembre de 1976 para Playboy, Bowie dijo: «Es cierto, soy bisexual, pero no puedo negar que he utilizado este hecho muy bien. Supongo que es lo mejor que me ha pasado».

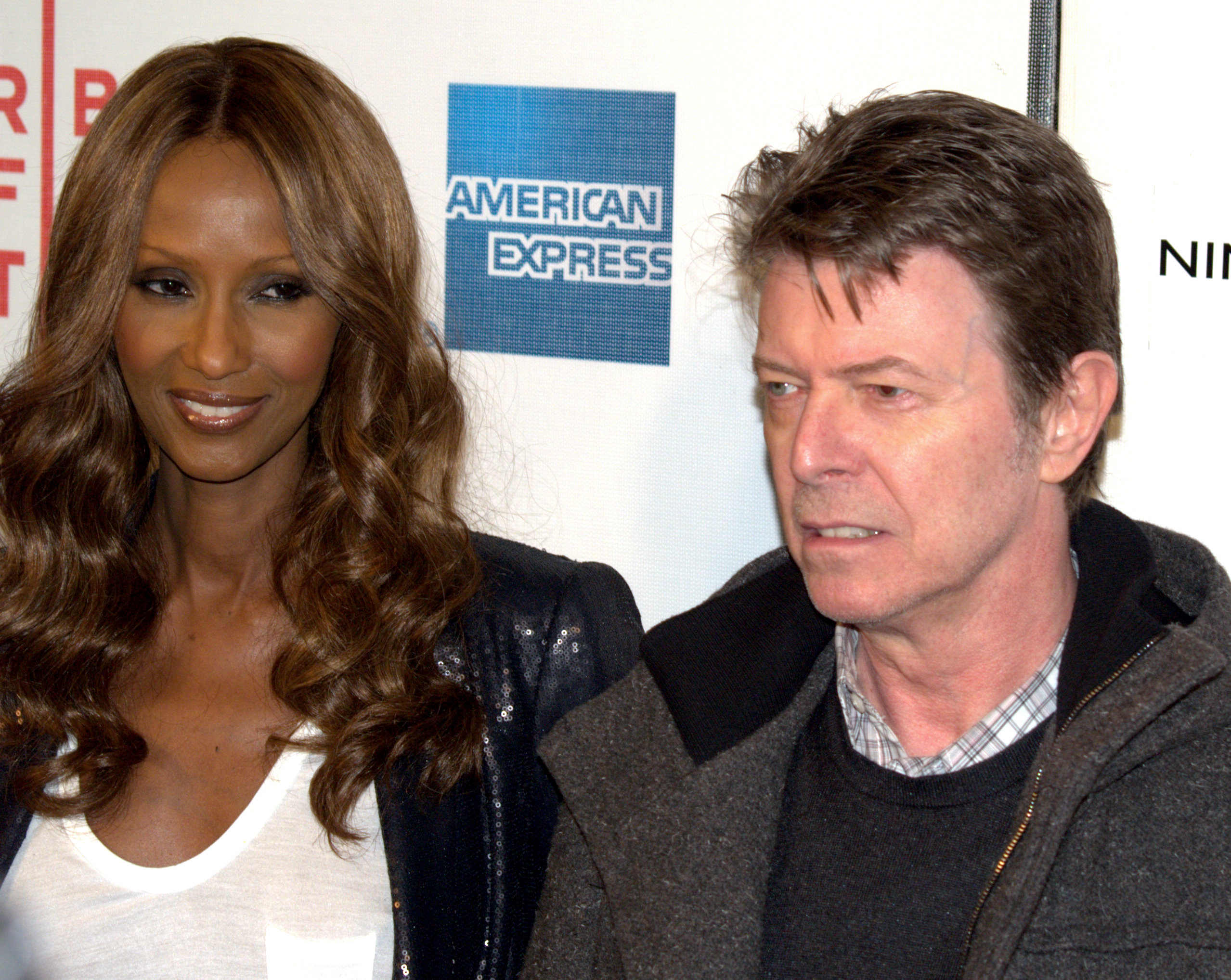
Bowie con su esposa Iman.

En una entrevista de 1983 con la revista Rolling Stone, Bowie dijo que la declaración pública de su bisexualidad fue «el mayor error que he cometido», mientras que en otras ocasiones dijo que su interés por la cultura homosexual y bisexual fue más un producto de los tiempos y de la situación en que se encontraba que de sus propios sentimientos; según fue descrito por Buckley, Bowie dijo que había sido guiado más por «una compulsión por burlar los códigos morales que por un verdadero estado biológico y psicológico del ser».
Blender le preguntó en 2002 si todavía creía que su declaración pública fue el error más grande que jamás había cometido, a lo que Bowie contestó:

«Interesante. [larga pausa] No creo que fuera un error en Europa, pero fue mucho más difícil en los Estados Unidos. No tenía ningún problema con que la gente supiera que era bisexual. Pero no tenía ganas de portar ningún estandarte o ser el representante de ningún grupo de personas. Yo sabía lo que quería ser, compositor e intérprete, y sentí que la bisexualidad se convirtió en el titular desde ese momento y por largo tiempo. Estados Unidos es un lugar muy puritano y creo que esto se interpuso en el camino de muchas cosas que quería hacer».

Buckley opinaba sobre este periodo en la vida de Bowie: «Un rompe tabúes y un diletante [...] juega con la intriga sexual por su capacidad de sobresaltar», y que «probablemente sea cierto que Bowie nunca fue gay, ni siquiera activa y consistentemente bisexual [...] lo hizo, de vez en cuando, como un experimento, aunque solo fuera por un sentido de curiosidad y una alianza genuina con la "transgresión"». El biógrafo Christopher Sandford dice que, de acuerdo con Mary Finnigan, con quien Bowie tuvo un romance en 1969, el cantante y su primera esposa Angie «vivían en un mundo de fantasía [...] y crearon sus fantasías bisexuales». Sandford cuenta cómo, durante el matrimonio, Bowie «hizo un fetiche positivo de repetir la ocurrencia de que él y su esposa se habían conocido "jodiendo al mismo hombre". [...] El sexo gay fue siempre una cuestión anecdótica y graciosa. Los gustos reales de Bowie se inclinaban hacia otro lado evidentemente, a partir de un recuento parcial de sus romances con mujeres».
En la biografía David Bowie - A Biography, escrita por Marc Spitz y lanzada en 2009, Spitz revela que Bowie mantuvo muchas experiencias homosexuales en su adolescencia, citando una frase que dijo Bowie en una entrevista a Playboy en 1976: «Cuando tenía 14 años, el sexo de repente comenzó a ser muy importante. Realmente no importaba con quién fuese, siempre y cuando fuese un encuentro sexual. Así que a veces era un chico guapo de clase de un colegio u otro al que llevaba a casa y follaba en mi cama de arriba». Pero el biógrafo también recalca que sus comentarios públicos sobre el sexo no tenían otro propósito que no fuese hacer marketing y así recibir más atención a su obra «transgresora».

## Estilo musical

### Voz e instrumentación

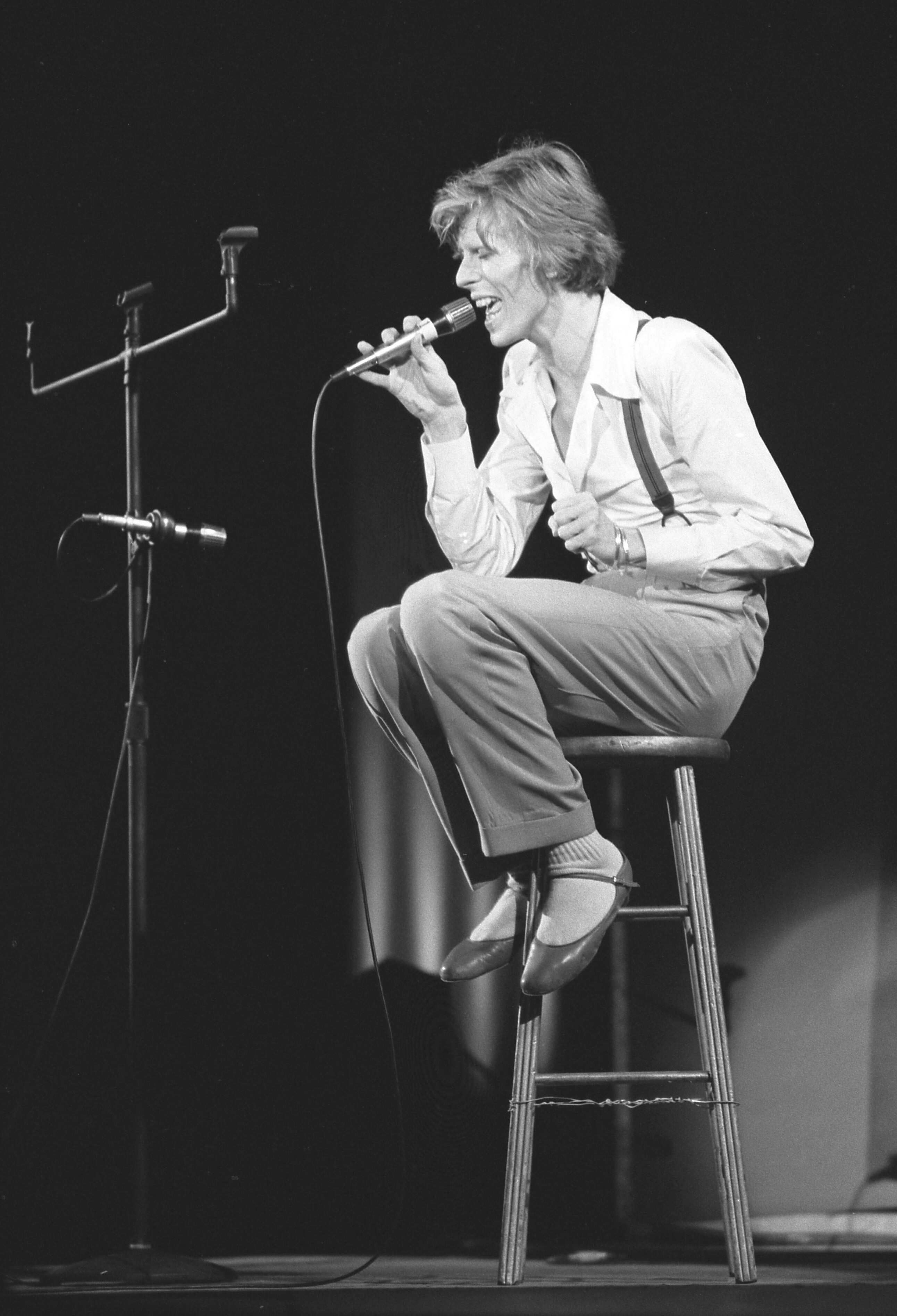
Bowie en 1974.

Hombre de muchas voces, Bowie, a partir de la época de sus grabaciones iniciales en la década de 1960, ejecutó una amplia variedad de estilos musicales. Sus primeras composiciones e interpretaciones estuvieron fuertemente influidas no solo por rocanroleros como Little Richard y Elvis Presley, sino también por el amplio mundo del espectáculo. Particularmente se esforzó en emular al compositor, cantante de comedia musical y actor británico Anthony Newley, cuyo estilo vocal adoptaba con frecuencia, y que empleó prominentemente en su lanzamiento debut de 1967, David Bowie (para disgusto del mismo Newley, que destruyó la copia que recibió del editor de Bowie). La fascinación de Bowie por el music hall siguió emergiendo esporádicamente junto a diversos estilos como el hard rock y el heavy metal, el soul, el psychedelic folk y el pop.

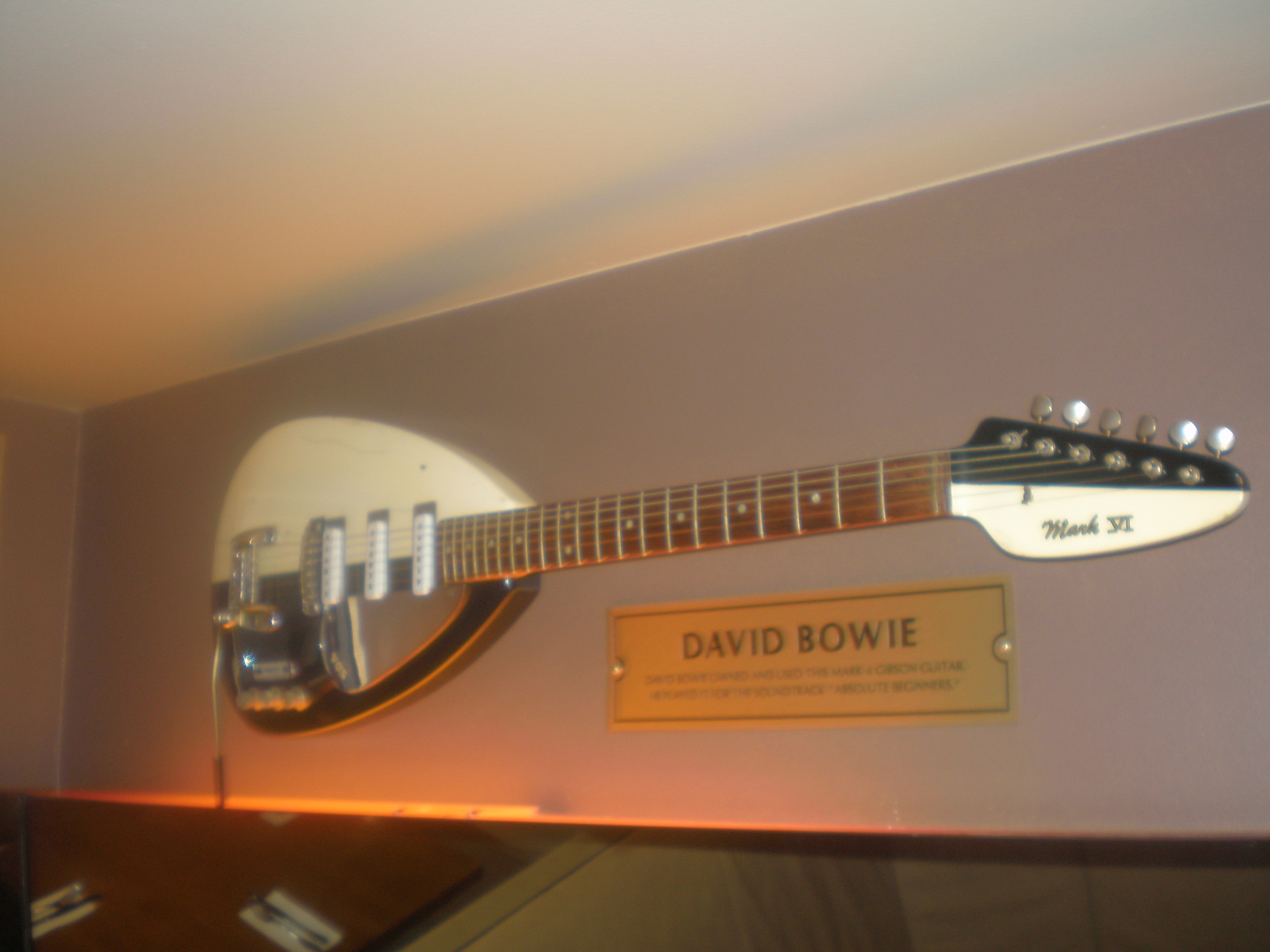
La guitarra de Bowie en el Hard Rock Café de Varsovia.

El musicólogo James Perone observa el empleo de Bowie de cambios de octava para diferentes repeticiones de la misma melodía, ejemplificado en el sencillo comercialmente sobresaliente «Space Oddity», y más tarde en la canción «Heroes», para efectuar un efecto dramático; Perone nota que «en la parte más baja de su registro vocal [...] su voz tiene una riqueza casi parecida a la de un crooner».
El instructor de voz Jo Thompson describe la técnica del vibrato vocal de Bowie como «particularmente deliberada y distintiva». Schinder y Schwartz lo describen como «un cantante de una extraordinaria capacidad técnica, capaz de entonar para un efecto en particular». Aquí también, como en su técnica escénica y composición, la naturaleza camaleónica del cantante es evidente: el historiógrafo Michael Campbell dice que la lírica de Bowie «detiene nuestro oído, sin duda. Pero Bowie continuamente cambia de persona a persona a la forma de entregarla [...]. Su voz cambia dramáticamente de sección a sección».
Bowie era multinstrumentista, tocaba entre otros guitarras eléctrica, acústica y de doce cuerdas, saxofón alto, tenor y barítono, teclados, piano, sintetizadores, mellotron, armónica, stylophone, xilófono, vibráfono, koto, batería, percusión e instrumentos de cuerda como la viola o el violonchelo.

### Composiciones
Las composiciones de Bowie están basadas en letras filosóficas y literarias. Canciones como «The Width of a Circle», «Quicksand» y «The Superman» están influidas por el budismo, el ocultismo, el misticismo y el concepto Übermensch de Friedrich Nietzsche. La primera de ellas, según distintas interpretaciones, alude a un encuentro sexual con Dios o el Demonio u otro ser sobrenatural en el Infierno. Sin duda, las composiciones de su etapa inicial está influidas por la poesía y los escritos de Aleister Crowley, William Hughes Mearns y H. P. Lovecraft, y «The Jean Genie» es una referencia a Jean Genet.
Con estas influencias Bowie creó un mundo nuevo a través de su música. «Oh! You Pretty Things» de Hunky Dory (1971) es un claro ejemplo de ello, utilizando conceptos de ciencia ficción de homo superior de una manera «incuestionablemente gay y burlona». The Rise and Fall of Ziggy Stardust and the Spiders from Mars es otro ejemplo; el álbum trata una historia de ciencia ficción creada por Bowie. La canción «Five Years», por ejemplo, habla de forma desesperada sobre el fin del mundo a cinco años vista, y es uno de los muchos ejemplos en los que Bowie coquetea con el derrumbe de la sociedad. Diamond Dogs también se centra en una visión postapocalíptica del mundo. Posteriormente, Outside, vuelve a retomar en un álbum conceptual con historias y personajes creados por el mismo artista. Heathen refleja sus impresiones sobre los atentados del 11 de septiembre de 2001, con letras enfocadas en la degradación de la humanidad. Finalmente, en su disco Reality medita sobre su carrera y en la canción que da título al álbum canta: «I've been right and I've been wrong/I look for sense but I get next to nothing/ Hey boy welcome to reality»(«He acertado y me he equivocado / Busco un sentido pero no consigo nada / Bueno, chico bienvenido a la realidad»).

## Legado

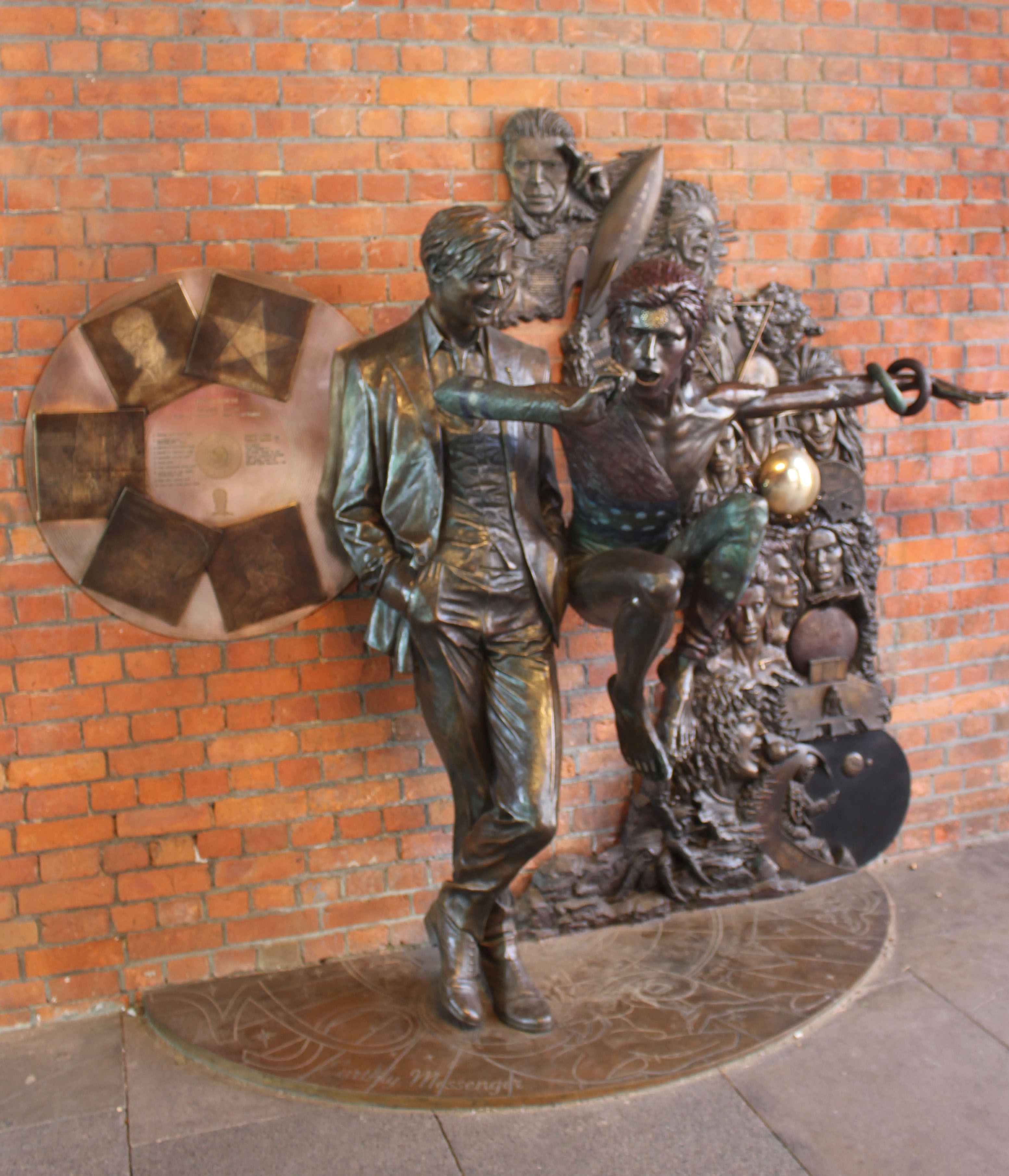
Monumento a Bowie.

Las innovadoras canciones y la puesta en escena de Bowie llevaron una nueva dimensión a la música popular de la década de 1970, influyendo sobre sus formas inmediatas y su desarrollo posterior. Pionero del glam rock, Bowie, según los historiadores de la música Schinder y Schwartz, es responsable, junto con Marc Bolan, líder y vocalista de T. Rex, de haber creado el género. A la vez, inspiró a los innovadores del movimiento punk. El historiador de la música Michael Campbell lo llamó «una de [sus] influencias seminales». Mientras que los músicos de este género destruyeron las convenciones del estrellato pop, Bowie siguió adelante, creando un estilo más abstracto que luego se convirtió en una influencia transformadora. Buckley comentó: «En los tiempos en los que el punk estaba reclamando la canción pop de tres minutos de duración para mostrar su rebeldía, Bowie abandonó casi por completo la instrumentación tradicional del rock». Su discográfica buscó transmitir su originalidad en la música popular con el eslogan: «Está el old wave, está el new wave y está Bowie...». El musicólogo James Perone le acredita el haber «brindado sofisticación al rock» y las reseñas de los críticos frecuentemente reconocen la profundidad intelectual de su trabajo y su influencia.

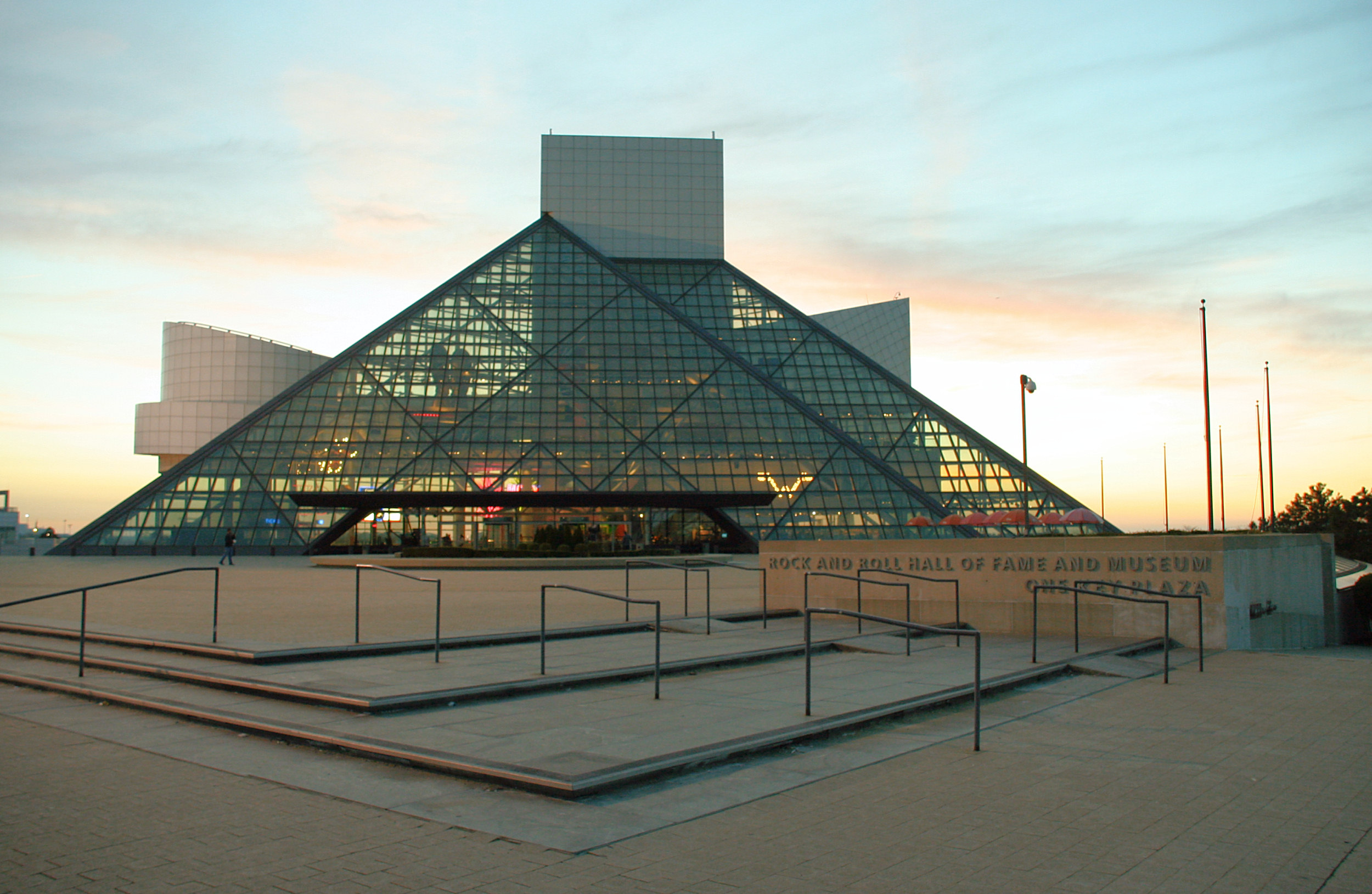
Bowie entró a formar parte del Salón de la Fama del Rock en 1996.

Buckley escribió que en un mundo pop de principios de la década de 1970, descrito como «inflado, presumido, revestido de cuero, satisfecho de sí mismo [...] Bowie cambió las creencias fundamentales dentro del rock de su tiempo». Como John Peel lo describe: «La característica fundamental del rock progresivo de principios de 1970 es que no progresaba. Antes de que Bowie llegara, la gente no quería demasiados cambios». Buckley dijo que «subvirtió enteramente el concepto de lo que una estrella de rock debe ser», con el resultado de que «después de Bowie no hubo ningún ícono pop de su altura, porque el mundo pop que produce esos dioses del rock ya no existe. [...] El feroz partidismo del culto a Bowie es también único; su influencia duró más y fue más creativa que quizás ningún otro ente dentro del fanatismo del pop». Buckley concluye: «Bowie es una estrella y un ícono. Su trabajo [...] ha creado quizás la mayor adoración en la cultura popular. [...] Su influencia ha sido única en la cultura popular: ha permeado y alterado más vidas que ninguna otra figura comparable».
Se incluyó a Bowie en el Salón de la Fama del Rock en 1996. Debido a su perpetua reinvención, su influencia continúa ampliándose y extendiéndose: el crítico musical Brad Flilicky expresó que a lo largo de las décadas, «Bowie empezó a ser conocido como un camaleón musical, cambiando y dictando tendencias, alterando su estilo para encajar», influyendo sobre la moda y la cultura pop en un grado «solo equiparable a Madonna y Michael Jackson».

### Influencia

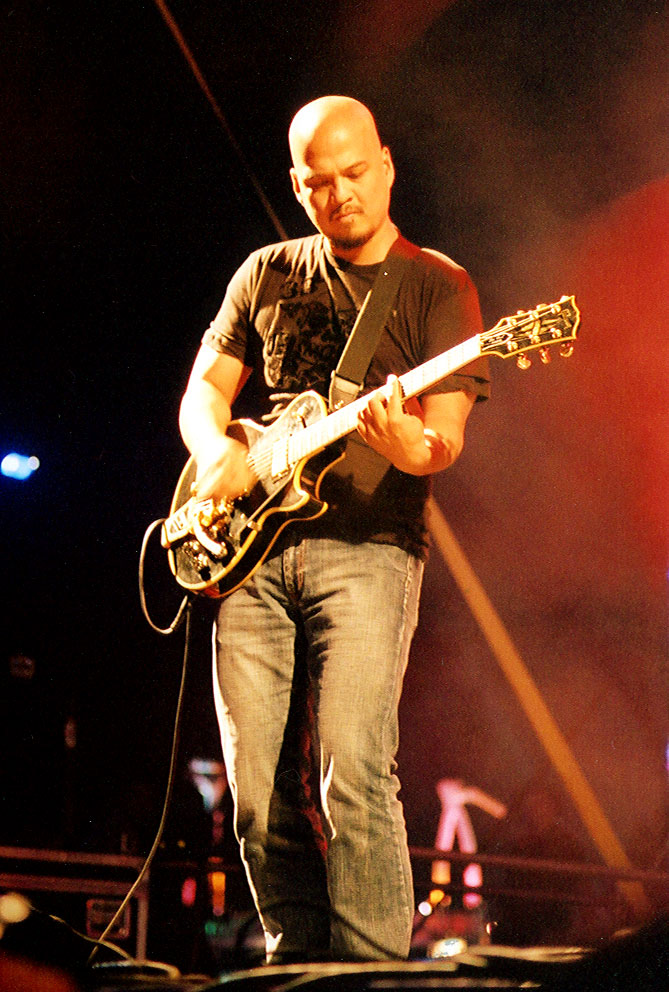
Bowie ha influido a muchas bandas y artistas. Pixies comenzaron a tocar juntos después de que Joey Santiago (en la foto) le enseñase su música a Frank Black.

La influencia de Bowie continúa siendo inmensa, musical y socialmente. Por ejemplo, según muchos autores, al incorporar personajes andróginos como Ziggy Stardust y Aladdin Sane en su etapa de glam rock de los años 1970, que comunicaban un lenguaje sexual, Bowie creó una clase adolescente independiente al tiempo que ayudaba a movimientos como la liberación gay, aunque sin participar de forma directa en ellas. En esa etapa, también ayudó a crear un nuevo tipo de moda en el rock y puestas en escena que todavía se siguen usando. Además, fue votado por más de cien estrellas del pop como el artista con más influencia en ellas en una edición de la revista New Musical Express.
Musicalmente, sus álbumes han sido muy influyentes. The Man Who Sold the World (1970), por ejemplo, ha sido citado como una influencia para el post-punk, el dark wave y los elementos de ciencia ficción de artistas como Siouxsie And The Banshees, The Cure, Gary Numan, John Foxx, Nine Inch Nails y Nirvana. En 1993, la banda regrabó «The Man Who Sold the World» para su disco en directo MTV Unplugged in New York. Tras su etapa glam produjo álbumes como Diamond Dogs (1974), cuyas guitarras crudas y sus visiones de caos urbano, niños mendigos y amantes nihilistas han sido citados como una anticipación a la revolución punk de bandas como The Germs y Sex Pistols, que tendría lugar algunos años después. En 1976 se publicó el alabado álbum Station to Station, descrito como «enormemente influyente sobre el post punk» y que influyó a la banda Magazine. En el año siguiente, “Heroes” (1977) influyó el álbum Double Fantasy (1980) de John Lennon y Yoko Ono.
Sus trabajos de la década de 1980, especialmente la canción «Ashes to Ashes» y su video, mostrando la creatividad de Bowie, aportaron la base para un nuevo movimiento musical en ese tiempo, llamado new romantic, influyendo artistas como Blitz Kids, Keanan Duffty y Steve Strange. De hecho, la crítica mencionó que esta canción es considerada el himno de los músicos de este movimiento. Pixies comenzó en 1986 cuando Joey Santiago mostró a Black Francis la música de Bowie y el punk; luego comenzaron a improvisar juntos.
La influencia de Bowie continúa hoy en día, pues algunos artistas de diversos géneros y países han declarado ciertas influencias de él en sus trabajos. Algunos ejemplos incluyen a Boy George, Groove Armada (especialmente su álbum Black Light), Spacehog, Neïmo, Arckid, Stacey Q, Buck-Tick, Lady Gaga, y muchos otros. Como sugiere el biógrafo Thomas Forget: «Debido a que ha tenido éxito en tan dispares estilos musicales, es casi imposible encontrar un artista popular que no haya sido influido por David Bowie».

### Moonage Daydream
El 23 de mayo de 2022 se anunció un documental basado en el viaje musical de Bowie a lo largo de su carrera. Titulado Moonage Daydream, en honor a la canción homónima del cantante, está escrito y dirigido por Brett Morgen y presenta imágenes y actuaciones nunca antes vistas, música y la narración del propio Bowie. Morgan afirmó que «Bowie no se puede definir, se puede experimentar... es por eso que creamos Moonage Daydream, para que sea una experiencia cinematográfica única». El documental es el primer largometraje póstumo sobre Bowie aprobado por su patrimonio. Después de pasar cinco años en producción, se estrenó en el Festival Internacional de Cine de Cannes de 2022 antes de estrenarse en HBO Max en la primavera de 2023.

## Premios y reconocimientos
El primer éxito de Bowie, «Space Oddity» de 1969, le supuso el premio especial Ivor Novello por su originalidad. Durante los 70 recibió múltiples premios NME, Melody Maker, Disc, entre otros, en NME recibió hasta en cinco años diferentes el premio a mejor cantante masculino del mundo. También ganó, por su actuación en la película de ciencia ficción de 1976 El hombre que vino de las estrellas, el premio Saturn en la categoría de mejor actor. En las siguientes décadas recibió numerosos premios por su música y sus videos de acompañamiento, recibiendo, entre otros, cinco premios Grammy (incluido el Lifetime Achievement en 2006).
En 1999, Bowie recibió el grado de Commandeur des Arts et des Lettres otorgado por el gobierno francés. Ese mismo año recibió un doctorado honorífico de la Berklee College of Music. Sin embargo, rechazó el KBE de la Orden del Imperio Británico en 2000 y un título de Caballero en 2003, diciendo: «Nunca aceptaré algo así. Realmente no sé para qué sirve. No es por lo que me he pasado la vida trabajando».
A lo largo de su carrera vendió aproximadamente 200 millones de discos. En el Reino Unido recibió 31 discos de platino, 47 de oro y 57 de plata, mientras que en los Estados Unidos recibió 12 de platino y 19 de oro. En la encuesta realizada en 2002 por la cadena BBC de 100 Greatest Britons, le situaron en el puesto número 29. En 2004, la revista Rolling Stone le posicionó en el número 39 de su lista de Los 100 mejores artistas de todos los tiempos y en el puesto 23 de los mejores cantantes de todos los tiempos. Bowie ingresó en el Salón de la fama del Rock el 17 de enero de 1996. Un año después, en 1997, recibió su estrella en el paseo de la fama de Hollywood, también fue incluido en el salón de la fama de los compositores, de la ciencia ficción y de los Grammy, en este último se incluyó su disco The Rise and Fall of Ziggy Stardust and the Spiders from Mars, y posteriormente sus canciones Space Oddity y Changes.
El 18 de enero de 2016, tras su fallecimiento, un grupo de astrónomos de Bélgica determinó que un grupo de siete estrellas, Sigma Librae, Spica (Alpha Virginis), Zeta Centauri, SAO 204 132, SAO 241 641, Beta Trainguli Australis y Delta Octantis formen en lo sucesivo una constelación con la forma del rayo que Bowie se pintaba en el rostro en su caracterización de Ziggy Stardust.

### Epónimos
Especies
- Archaeoteleia astropulvis, astropulvis significa en latín 'polvo de estrellas' y hace alusión a Ziggy Stardust, el célebre alter ego del cantante Bowie.[261]

## Discografía

### Álbumes de estudio
| - David Bowie (1967) - Space Oddity (1969) - The Man Who Sold the World (1970) - Hunky Dory (1971) - The Rise and Fall of Ziggy Stardust and the Spiders from Mars (1972) - Aladdin Sane (1973) - Pin Ups (1973) - Diamond Dogs (1974) | - Young Americans (1975) - Station to Station (1976) - Low (1977) - "Heroes" (1977) - Lodger (1979) - Scary Monsters (and Super Creeps) (1980) - Let's Dance (1983) - Tonight (1984) - Never Let Me Down (1987) | - Black Tie White Noise (1993) - Outside (1995) - Earthling (1997) - hours... (1999) - Heathen (2002) - Reality (2003) - The Next Day (2013) - Blackstar (2016) |